# 佐藤拓也 (声優)
佐藤 拓也（さとう たくや、1984年5月19日 - ）は、日本の男性声優、歌手である。宮城県亘理郡山元町出身。賢プロダクション所属。

## 略歴
小さい頃は大人しい性格で、家族にも存在が気づかれないくらい無口な性格であった。お盆、正月に親戚が集まったりすると親戚からも「喋らないね〜」と言われていた。一方、友人と遊んでいる時には、皆と楽しく盛り上がったりもしていた。根っから明るいタイプというわけでもなく、目立つようなことがあまり得意ではなかった。2024年時点でも基本的な性格は変わっていないと語る。
幼いころから特撮系は好きだったため、「自分じゃない何かになる」という変身願望のようなものは強かった。アニメに登場する変身ヒーローが好きで憧れており、それで声優という職業を知った。その後は「身長、伸びないな」、「運動神経、よくならないな」など、思い描く自分の理想とは違う感じに育っていった。それに対して「できるように頑張ろう！」という気持ちにならず「自分自身が映るものだとヒーローにはなれないけど、声だけだったら何にでもなれるんじゃないか」、「声優だったら変身ヒーローでも、人間じゃないキャラクターでもなれるな、それって面白いじゃん」と思ったことがきっかけで小学生のころに声優を目指した。小学校低学年の段階で、テレビで「人気の声優ランキング」も観ていたため、職業としての声優があり、「アニメのキャラクターの声ってこんな人たちがやっているんだな」という認識はしていたと語る。特に好きだったのは小学3〜4年生の頃に観ていた、『機動武闘伝Gガンダム』。主人公・ドモンを演じていた関智一を観て、「あ、僕はこういうことがやりたいんだ」と思い、その後も気持ちは全然変わっていないという。関に対する憧れがきっかけではあるが、不思議なものでどこか自分とは切り離して考えており、「僕は僕なりのやり方で声優になりたい」と思っていた。養成所や専門学校を考え始めた時も「関さんを追いかけるのは何か違うな」という気がして、当時関が所属していた俳協の養成所は選ばず、別の学校を選んだという。
専門学校東京メディアアカデミーの声優ボーカル科（現：専門学校 東京声優・国際アカデミーの声優養成科）を卒業後、賢プロダクション付属の声優養成所スクールデュオに7期生として入所。
2007年、声優デビュー。
下積み時代には、ファストフード、テーマパークのスタッフ、派遣社員など色々なアルバイトを経験していた。なかでも一番長く続けていたのがコールセンターのアルバイトで、シフトの融通がきくため、当時一緒に働いていた同僚も声優や芸人志望の人物が多かった。20代後半のギリギリまで、アニメのレギュラーが決まってからもしばらくは続けさせてくれたという。
2011年に『カードファイト!! ヴァンガード』の櫂トシキ役に抜擢されたことをきっかけに、多くのメディアへ出演している。同作品のラジオ番組『立ち上がれ! 僕らのヴァンガード』では、初のラジオパーソナリティを務めた他、第4期では新たに主人公として櫂トシキ役を演じた。
2013年1月末、自身のブログにて既婚者であることを公表した。

## 人物
海外ドラマの吹き替えでの出演が多い。
特技・趣味は東北弁、歌、陸上競技。
スーパー戦隊シリーズは『光戦隊マスクマン』から見ており、『五星戦隊ダイレンジャー』が一番ハマったという。
4歳下の弟がいる。

## 出演
太字はメインキャラクター。

### テレビアニメ
2007年
- 風のスティグマ（シード）
- しゅごキャラ!（2007年 - 、オカシン、アナウンス、芸人、司会者、PA 他） 2シリーズ
- CLANNAD-クラナド-（親衛隊）
- BLUE DROP 〜天使達の戯曲〜（教師1）

2008年
- 隠の王（クラスメイト、風魔忍）
- 二十面相の娘（ヒデ）
- モノクローム・ファクター（不良）
- ゴルゴ13（男）
- 鉄腕バーディー DECODE（警察官）
- とらドラ!（生徒B、男子生徒B）
- TYTANIA -タイタニア-（司令官）
- かんなぎ（男子生徒、イタズラ電話）
- 夜桜四重奏 〜ヨザクラカルテット〜（町人）

2009年
- サザエさん（平田）
- ケロロ軍曹（アシスタント）
- 明日のよいち!（男子生徒B、男子生徒C、イケメンA）
- 黒神 The Animation（マスタールート、帽子の男）
- はじめの一歩 New Challenger（牧野文人）
- アラド戦記〜スラップアップパーティー〜（剣士A）
- シャングリ・ラ（部下）
- けんぷファー（男子生徒B）
- とある科学の超電磁砲（不良）
- うちの3姉妹（従業員）
- 銀魂（浪士A）

2010年
- ハートキャッチプリキュア!（執事）
- おおきく振りかぶって 〜夏の大会編〜（杉田亨、北村謙太郎）
- 四畳半神話大系（男A、学生B）
- いちばんうしろの大魔王（内閣官房）

2011年
- カードファイト!! ヴァンガード（2011年 - 2020年、櫂トシキ、櫂に似た客、ダイカイザー、ミニオバロ） - 12シリーズ
- X-MEN（男、ミュータント）
- 電波女と青春男（TV男性A）
- TIGER & BUNNY（場内男性実況）
- ちはやふる（2011年 - 2013年、男子生徒、テニス部部員、係員、柴田先生、名倉孝） - 2シリーズ
- UN-GO（AD、客、議員）

2012年
- ギルティクラウン（班員）
- エリアの騎士（男子B）
- 謎の彼女X（中島、男子生徒、男）
- ポケットモンスター ベストウイッシュ（クレイ）
- アルカナ・ファミリア -La storia della Arcana Famiglia-（男1、船員）
- めだかボックス アブノーマル（糸島軍規）

2013年
- ジョジョの奇妙な冒険（シーザー・アントニオ・ツェペリ）
- ドキドキ!プリキュア（二階堂、ヒーロージャー）
- みにヴぁん（2013年 - 2016年、櫂トシキ、断罪の騎士ボールス） - 2シリーズ
- カーニヴァル（ムラノ）
- 義風堂々!! 兼続と慶次（前田慶次）
- ガンダムビルドファイターズ（2013年 - 2015年、ユウキ・タツヤ / メイジン・カワグチ） - 2シリーズ

2014年
- ハマトラ（北沢）
- みんな集まれ!ファルコム学園（2014年 - 2015年、ガッシュ、マキアス・レーグニッツ） - 2シリーズ
- 僕らはみんな河合荘（宇佐の妄想イケメン）
- PSYCHO-PASS サイコパス 2（喜汰沢旭）
- オレカバトル（水の戦士フロウ / 流水の騎士フロウ）
- ハイキュー!!（2014年 - 2020年、鎌先靖志） - 3シリーズ
- ガンダム Gのレコンギスタ（2014年 - 2015年、ルイン・リー / マスク）

2015年
- アイカツ!（細谷プロデューサー）
- 聖剣使いの禁呪詠唱（キルサン・ロマノビッチ・パヴリュチェンコ）
- 暗殺教室（進藤一考）
- 牙狼 -紅蓮ノ月-（葛城久頼）
- ふうせんいぬティニー（モデル馬）

2016年
- NORN9 ノルン+ノネット（遠矢正宗）
- ファンタシースターオンライン2 ジ アニメーション（工藤マサヤ）
- 少女たちは荒野を目指す（打たないプログラマー）
- 甲鉄城のカバネリ（仁助、シオン）
- テラフォーマーズ リベンジ（日向強）
- 機動戦士ガンダムUC RE:0096（艦内放送、整備指揮所要員、オペレーター、整備士）
- D.Gray-man HALLOW（神田ユウ）
- 刀剣乱舞-花丸-（2016年 - 2018年、燭台切光忠、江雪左文字） - 2シリーズ
- Bloodivores（リー・シン）

2017年
- SUPER LOVERS 2（斯波夏生）
- ACCA13区監察課（リーリウム弟）
- キラキラ☆プリキュアアラモード（水嶌みつよし）
- アトム ザ・ビギニング（サルカ・ニガッセン）
- ナナマル サンバツ（笹島学人）
- 将国のアルタイル（イブラヒム）
- 妖怪ウォッチ（ゾン・ビー・C）
- 活撃 刀剣乱舞（燭台切光忠）
- 戦刻ナイトブラッド（片倉小十郎）

2018年
- アイドリッシュセブン（2018年 - 2023年、十龍之介） - 4シリーズ
- オーバーロード シリーズ（ピッキー、リットン伯） - 2シリーズ
- SPIRITPACT -黄泉の契り-（神龍章軒）
- Butlers〜千年百年物語〜（羽早川翔）
- 蒼天の拳 REGENESIS（シュケン）
- キャプテン翼（第4作）（2018年 - 2024年、日向小次郎） - 2シリーズ
- 千銃士（ドライゼ）
- BAKUMATSU（2018年 - 2019年、近藤勇） - 2シリーズ
- 1日外出録ハンチョウ / 中間管理録トネガワ（沼川）
- 火ノ丸相撲（2018年 - 2019年、國崎千比路）
- 抱かれたい男1位に脅されています。（綾木千広）

2019年
- ナカノヒトゲノム【実況中】（鬼ヶ崎カイコク）
- トライナイツ（朝宮怜皇）
- コップクラフト（ロナルド・チャン）
- 魔入りました!入間くん（2019年 - 2023年、サブノック・サブロ） - 3シリーズ
- ACTORS -Songs Connection-（鳴子郁）

2020年
- A3!（高遠丞） - 2シリーズ
- ぼくのとなりに暗黒破壊神がいます。（真拆はつゆき）
- アルゴナビス from BanG Dream!（摩周慎太郎）
- 憂国のモリアーティ（2020年 - 2021年、アルバート・ジェームズ・モリアーティ） - 2シリーズ
- 禍つヴァールハイト -ZUERST-（ザイツ）

2021年
- WAVE!!〜サーフィンやっぺ!!〜（厳名コウスケ） - 2020年に3部作として劇場上映
- マジカパーティ（2021年 - 2022年、ワンナイト）
- 魔王イブロギアに身を捧げよ（牛頭利晃）

2022年
- 魔法使い黎明期（暴虐）
- このヒーラー、めんどくさい（アルヴィン）
- 神クズ☆アイドル（岬チヒロ）
- 新テニスの王子様 U-17 WORLD CUP（トリスタン・バルドー）
- VAZZROCK THE ANIMATION（天羽玲司）

2023年
- セブンボイスミュージアム〜名画と7人の巨匠たち〜（原田無口）
- The Legend of Heroes 閃の軌跡 Northern War（マキアス・レーグニッツ）
- ヴィンランド・サガ（ハラルド）
- ポーション頼みで生き延びます!（地球の管理者）
- め組の大吾 救国のオレンジ（2023年 - 2024年、椿拓人）
- ラグナクリムゾン（バロム・シュエラ）

2024年
- 刀剣乱舞 廻 -虚伝 燃ゆる本能寺-（江雪左文字、燭台切光忠）
- Re:Monster（ゴブ朗→オガ朗→アポ朗  / 伴杭彼方）
- Unnamed Memory（2024年 - 2025年、アルス） - 2シリーズ
- 夜桜さんちの大作戦（朝野日出）
- 新米オッサン冒険者、最強パーティに死ぬほど鍛えられて無敵になる。（リック・グラディアートル）
- デリコズ・ナーサリー（ディーノ・クラシコ）
- 名探偵コナン（2024年 - 2025年、尾方幸作、左近夕介）
- ブルーロック VS. U-20 JAPAN（仁王和真）

2025年
- FARMAGIA（アンザー / ザナス）
- 完璧すぎて可愛げがないと婚約破棄された聖女は隣国に売られる（オスヴァルト・パルナコルタ）
- ゴリラの神から加護された令嬢は王立騎士団で可愛がられる（エルンスト・シュヴァル）
- クラシック★スターズ（ロスト・ヴィヴァルディ）
- 中禅寺先生物怪講義録 先生が謎を解いてしまうから。（本橋先生）
- 神統記（テオゴニア）（ツェンドル）
- 追放者食堂へようこそ!（セスタピッチ）

2026年
- デッドアカウント（痣木宵丸）
- 悪役令嬢は隣国の王太子に溺愛される（ハルトナイツ）

### 劇場アニメ
2000年代
- 映画 Yes!プリキュア5 鏡の国のミラクル大冒険!（2007年、テーマパークの客）

2010年代
- 映画 ドキドキ!プリキュア マナ結婚!!?未来につなぐ希望のドレス（2013年、二階堂）
- 劇場版 カードファイト!! ヴァンガード ネオンメサイア（2014年、櫂トシキ）
- BUDDHA2 手塚治虫のブッダ -終わりなき旅-（2014年）
- CYBORG009 CALL OF JUSTICE（2016年、002 / ジェット・リンク）
- 甲鉄城のカバネリ 海門決戦（2019年、仁助）
- Gのレコンギスタ（2019年 - 2022年、ルイン・リー / マスク） - 5作品

2020年代
- 囀る鳥は羽ばたかない The clouds gather（2020年、天羽静真）
- 岬のマヨイガ（2021年、蕎麦屋の青年）
- 劇場版 抱かれたい男1位に脅されています。〜スペイン編〜（2021年、綾木千広）
- 劇場版アルゴナビス（2021年 - 2023年、摩周慎太郎） - 2作品
- 劇場版アイドリッシュセブン LIVE 4bit BEYOND THE PERiOD（2023年、十龍之介）

### OVA
- OVA ToHeart2（2007年）
- 異世界の聖機師物語（2009年、ダグマイア・メスト）
- 限定少女。（2009年、男子B）
- 機動戦士ガンダムUC（2010年 - 2011年、艦内放送、オペレーター）
- 聖闘士星矢 THE LOST CANVAS 冥王神話（2011年、ラスク）
- テラフォーマーズ（2018年、日向強[89]） - コミックス第21巻アニメDVD同梱版
- ヤリチン☆ビッチ部（2018年、百合絢斗[90]） - コミックス第3巻DVD付き限定版

### Webアニメ
2010年代
- にゃんころり 〜けんぷろ学園〜（2013年、タック、サメせんぱい）
- ホイッスル!（ボイスリメイク版）（2016年、鳴海貴志）
- ガンダムビルドファイターズ バトローグ（2017年、ユウキ・タツヤ / メイジン・カワグチ）
- ガンダムビルドファイターズ GMの逆襲（2017年、メイジン・カワグチ）
- 7SEEDS（2019年 - 2020年、源五郎） - 2シリーズ

2020年代
- 腐男子召喚〜異世界で神獣にハメられました〜（2020年 - 2023年、凪） - 4シリーズ + 1作品
- みにヴぁん ら〜じ（2021年 - 2022年、櫂トシキ〈高校生〉 / 櫂トシキ〈中学生〉 / 櫂トシキ〈小学生〉 / 櫂トシキ〈G〉 / 櫂トシキ〈Я〉 他） - 2シリーズ
- がんばれ同期ちゃん（2021年、男性、二次会の参加者）
- ガンダムビルドメタバース（2023年、メイジン・カワグチ）
- キャッツ・アイ（2025年、内海俊夫）

時期未定
- よしまほ（サナ）

### ゲーム
2008年
- 剣と魔法と学園モノ。（フェルパー・男）

2009年
- アークライズファンタジア（ミッキー）
- 風色サーフ（ウーベ）

2010年
- アガレスト戦記2（ヴァイス）
- イースvs.空の軌跡 オルタナティブ・サーガ（ガッシュ）
- イナズマイレブン3 世界への挑戦!!（不良A）
- ブレイズ・ユニオン（レオン）

2011年
- イナズマイレブンGO シャイン/ダーク（イシド部下A、フィフス手下、救急隊員）
- 機動戦士ガンダム オンライン（兵士A）

2012年
- オレ様キングダム イケメン彼氏をゲットしよ! もえキュン スクールデイズ（山吹さん）
- 拡散性ミリオンアーサー（ユリエンス）
- ジェネレーション オブ カオス6（クロード）
- 十三支演義 〜偃月三国伝〜（張角、顔良）

2013年
- アルカディアスの戦姫（ハヴェルカ）
- 英雄伝説 閃の軌跡（マキアス・レーグニッツ）
- カードファイト!! ヴァンガード ライド トゥ ビクトリー!!（櫂トシキ）
- ジョジョの奇妙な冒険 オールスターバトル（シーザー・アントニオ・ツェペリ）
- NORN9 ノルン+ノネット（遠矢正宗、ぷーひよこ）
- フェアリーフェンサー エフ（アポローネス）

2014年
- アサシン クリード ローグ（シェイ・パトリック・コーマック）
- 英雄伝説 閃の軌跡 II（マキアス・レーグニッツ）
- カードファイト!! ヴァンガード ロック オン ビクトリー!!（櫂トシキ）
- Kadenz fermata//Akkord:fortissimo（ユリウス＝シャリオヴァルト）
- クローバー図書館の住人たち（葵）
- コアマスターズ（ヴァン・イグニス）
- 神撃のバハムート（ロシュフォール）
- 翠星のガルガンティア ONLINE FLEET（ジェラール）
- 相州戦神館學園 八命陣 天之刻（柊四四八）
- 熱血異能部活譚 Trigger Kiss（陸奥巌）
- NORN9 VAR COMMONS（遠矢正宗）
- RE:VICE[D]（コハク）
- モンスター烈伝 オレカバトル（フロウ）

2015年
- アイドリッシュセブン（2015年 - 2024年、十龍之介）
- アウトディビジョン -刑徒隷僕区-（三嶽塔士）
- 君の秘密にドラマなキスを（御崎航平）
- グランブルーファンタジー（2015年 - 2024年、ティボルト、ル・オー〈ヒト〉）
- クローバー図書館の住人たちII（葵）
- 幻影異聞録♯FE（アベル）
- 喧嘩番長6〜ソウル&ブラッド〜（城之内一郎）
- 十三支演義 偃月三国伝1・2（張角、顔良）
- ジョジョの奇妙な冒険 アイズオブヘブン（シーザー・アントニオ・ツェペリ）
- 刀剣乱舞 ONLINE（2015年 - 2024年、江雪左文字、燭台切光忠）
- NORN9 LAST ERA（遠矢正宗）
- フェアリーフェンサー エフ ADVENT DARK FORCE（アポローネス）
- 星彼Days（フォレス）
- 夢王国と眠れる100人の王子様（楓、イヌイ）
- リリーと魔神の物語（シン・カミヅキ）

2016年
- SDガンダム GGENERATION（2016年 - 2020年、マスク、メイジン・カワグチ、『GENESIS』スペシャルステージ・タイトルコール） - 2作品
- 誰ガ為のアルケミスト（リオン）
- カードファイト!! ヴァンガードG ストライド トゥ ビクトリー!!（櫂トシキ）
- 機動戦士ガンダム エクストリームバーサス（2016年 - 2020年、マスク、ユウキ・タツヤ / 三代目メイジン・カワグチ） - 2作品
- クイズRPG 魔法使いと黒猫のウィズ（2016年 - 2025年、ダイトメア＝ラギト、ウィングドメア）
- 三国志大戦（周瑜）
- 少女たちは荒野を目指す
- 世界樹の迷宮V 長き神話の果て
- テイルズ オブ ベルセリア（ベンウィック）
- ダウト〜嘘つきオトコは誰?〜（志賀颯太郎）
- NORN9 ACT TUNE（遠矢正宗）

2017年
- あやかし百鬼夜行〜極〜（アメリ、水端、九千坊、磯撫）
- 英雄伝説 閃の軌跡 III（マキアス・レーグニッツ）
- A3!（高遠丞）
- ガンダムバーサス（マスク、三代目メイジン・カワグチ）
- 桜花裁き 斬（土方紀風）
- オトメ勇者（クルム）
- CARAVAN STORIES（ボグス）
- 巨影都市（三崎ケン）
- クランク・イン（櫻井時雨）
- スター・ウォーズ バトルフロントII（ルーク・スカイウォーカー）
- 契約結婚〜大統領と秘密の花嫁!?〜（御子紫聖司）
- 戦刻ナイトブラッド（片倉小十郎）
- 天下統一恋の乱 Love Ballad（服部半蔵）
- ファイアーエムブレム Echoes もうひとりの英雄王（コンラート）
- ファイアーエムブレム ヒーローズ（アベル、コンラート）
- ファイアーエムブレム無双（ダリオス）
- 結ひの忍（本鮪麻世）
- 妖怪ウォッチ3 スシ/テンプラ/スキヤキ（ゾン・ビー・C）
- 妖怪ウォッチ ぷにぷに（ゾン・ビー・C）
- CARAVAN STORIES（ボグス）
- 妖怪ウォッチバスターズ2 秘宝伝説バンバラヤー ソード/マグナム（ゾン・ビー・C、キャプテンドード、ゾン・B・CG）

2018年
- 真・三國無双8（曹休）
- アイドリッシュセブン Twelve Fantasia!（十龍之介）
- 聖剣伝説2 SECRET of MANA（ディラック）
- スーパーロボット大戦X（マスク）
- 京刀のナユタ（東勇汰）
- キャプテン翼ZERO 〜決めろ！ミラクルシュート〜（日向小次郎）
- 機動戦士ガンダム エクストリームバーサス2（2018年 - 2025年、マスク、ユウキ・タツヤ / 三代目メイジン・カワグチ） - 4作品
- オンエア!（輝崎千紘）
- 英雄伝説 閃の軌跡IV -THE END OF SAGA-（マキアス・レーグニッツ）
- 夢間集（九曲青絲）
- テンカウント another days for Ameba（不破雅也）

2019年
- スキとスキとでサンカク恋愛（部長）
- 蛇香のライラ 〜Allure of MUSK〜（鱗希驪）
- VARIABLE BARRICADE（カズ）
- リネージュM（デポロジュー）
- 乙女剣武蔵（岡田以蔵）
- ジョジョのピタパタポップ（シーザー・アントニオ・ツェペリ）
- グリムノーツ Repage（ランスロット卿）
- アルカ・ラスト 終わる世界と歌姫の果実（タスガタスタ）
- クリムゾンクラン（八坂ハヤト）
- ワールドフリッパー（アゼル、ギルスラッド）
- ヴァンガード ZERO（櫂トシキ）
- 星鳴エコーズ（九々生紅二郎）
- WAR OF THE VISIONS ファイナルファンタジー ブレイブエクスヴィアス 幻影戦争（アドラード）
- テンカウント for App react（不破雅也）

2020年
- アークナイツ（12F、ミッドナイト）
- エリオスライジングヒーローズ（オスカー・ベイル）
- 英雄伝説 創の軌跡（マキアス・レーグニッツ）
- キャプテン翼 RISE OF NEW CHAMPIONS（日向小次郎）
- Shadowverse（ルーレットヴァンパイア、ワイルドリザード）
- 食物語（宮保鶏丁）

2021年
- NieR Re［in］carnation（機械仕掛けの兵士 / ディミス）
- WAVE!! 波乗りボーイズ（厳名コウスケ）
- 世界革命RPG ロードオブヒーローズ（ズラハン）
- アンジェリーク ルミナライズ（シュリ）
- 君は雪間に希う（久賀源十郎）
- テイルズ オブ アライズ（2021年 - 2023年、アルフェン）
- テイルズ オブ ザ レイズ（アルフェン）
- ときめきメモリアル Girl's Side 4th Heart（颯砂希）
- 千銃士: Rhodoknight（ドライゼ）
- イケメン王子 美女と野獣の最後の恋（シルヴィオ＝リッチ）

2022年
- 白き鋼鉄のX2（オートクロム）
- 刀剣乱舞無双（燭台切光忠）
- 夢職人と忘れじの黒い妖精（ユミル）
- BLEACH Brave Souls（痣城剣八〉
- エターナルツリー（ランカ）
- ジョジョの奇妙な冒険 オールスターバトルR（シーザー・アントニオ・ツェペリ）
- 機動戦士ガンダム アーセナルベース（2022年 - 2025年、シーブック・アノー / キンケドゥ・ナウ〈2代目〉、マスク、ユウキ・タツヤ / メイジン・カワグチ）
- スターオーシャン6 THE DIVINE FORCE（テオ・クレムラート）
- パズル&ドラゴンズ（シーザー・A・ツェペリ）

2023年
- ガールフレンド（仮）（悪俊足男）

2024年
- 恋と深空（レイ）
- アルゴナビス -キミが見たステージへ-（摩周慎太郎）
- ブレイクマイケース（在間樹帆）
- ライドカメンズ（阿形松之助 / 仮面ライダー阿形）
- スーパーロボット大戦DD（ゼンカイブルーン）
- 機動戦士ガンダム U.C. ENGAGE（シーブック・アノー〈2代目〉）
- モンスターストライク（シーブック・アノー）
- カルドアンシェル（オートクロム）
- FARMAGIA（アンザー）

### ドラマCD
- 悪役令嬢ですが攻略対象の様子が異常すぎる（ジェイ・シーク）
- 悪役令嬢は隣国の王太子に溺愛される（ハルトナイツ[193]）※コミックス第7巻ドラマCD付き限定版
- 艶漢 シリーズ（荒上三郎太）
  - 艶漢 1・2
  - 艶漢 花将棋〜安里篇[194]
- イースVII プロローグ ドラマCD 〜綴られざる冒険譚〜（ガッシュ）※Ys SEVEN初回限定版付録
- イースII 〜天空の失楽園〜（キース）
- イース&空の軌跡vs.ヴァン・ジョー（ガッシュ）※イースvs.空の軌跡 オルタナティブ・サーガドラマCD同梱版
- S.S.D.S. 〜Super Stylish Doctors Story〜シリーズ（時岡進太郎）
- おいしく恋するCD Love Cuisine 〜モンスターズ・レシピ〜 Vol.1 - Vol.4 ※Vol.2は歌のみの参加（フランクリン・グリーンウッド）
- かんじくんとの一生（島田寛治[195]）
- グラール騎士団 Quatre saisons 10月の時計塔（生徒）
- 小悪魔ティーリと救世主!?（ルシオン[196]）
- 香屋 夢見堂 夢結ぶ（朗読）
- 執事様のお気に入り 3（Bクラス生徒達）
- 十三支演義 〜偃月三国伝〜（張角）※コミックス第1巻ドラマCD付き特装版
- ドラマCD 戦刻ナイトブラッド（片倉小十郎）
- ドラマCD 先輩後輩シリーズ vol.1 とある茶道部での告白（久瀬アンリ[197]）
- DIG-ROCK シリーズ（冬木真白）
- ドラマCD テイルズ オブ ハーツ（兵士、騎士）
- なまいきざかり。（成瀬翔）※『花とゆめ』2015年19号ふろく
- なまコイ（真神次太郎）
- ねこカフェ男子（鐵旺志郎[198]）
  - ドラマCD ねこカフェ男子 〜喫茶・猫暖へようこそ〜
  - シチュエーションCD 猫好きなカレの恋愛事情〜鐵旺志郎の場合〜
- NORN9 ノルン+ノネット シリーズ（遠矢正宗）
  - NORN9 ノルン+ノネット ドラマCD 〜暗闇の三つ巴劇〜[199]
  - NORN9 ノルン+ノネット Trio DramaCD Vol.1[200]
  - NORN9 ノルン+ノネット LAST ERA限定盤特典ドラマCD「学園ノルン -卒業式編-」[201]
  - NORN9 ノルン+ノネット LAST ERA予約特典ドラマCD「出稼ぎ＋ノネット」
- TVアニメ「ファンタシースターオンライン2 ジ アニメーション」ドラマCD 〜清雅祭2027成功への道!〜（工藤マサヤ[202]）
- 薔薇王の葬列（エドワード四世[203]）
- Drama CD 薔薇嬢のキス 〜rose2〜（カラオケ店員）
- 被虐のノエルSEASON 0 〜叛逆〜（オスカー・ドレッセル）※2019年4月24日に東宝より発売
- MARKER LIGHT-BLUE ドラマCD「the Water flows into the Flame 〜ヴェリテ オネット出会い編〜」（オネット[204]）
- みなみけ ドラマCD
- やじきた学園道中記 小鉄と狭霧篇（徳成雪也[205]）
- WILD ADAPTER 06（森野）

### BLCD
2008年
- わんことにゃんこ（男子学生）
- 彩おとこ（男1）
- SASRA 1（神官）
- 愛の言葉も知らないで（同級生）

2009年
- calling（男）
- 獣たちの…妄執。（社員）
- 近くて遠い（男子生徒）
- 妄想エレキテル（先生）

2010年
- 蜜肌美人（写真部）
- FLESH&BLOOD 8（2010年 - 2016年、サンチョ・アルバレス）
  - FLESH&BLOOD 20

- 法医学者と刑事の相性（2010年 - 2011年、柳本孝史）
  - 法医学者と刑事の相性2 法医学者と刑事の本音

- 男の子だもの!（沢田拓馬）

2011年
- 愛想尽かし（看守）
- 嘆きのヴァンパイア〜愛しき夜の唇〜（組員）

2012年
- カテキョ!3（常盤）

2013年
- プレイゾーン〜肉食彼氏と快感天使〜（瀬戸山稜）
- 僕らの三ツ巴戦争（遠藤真義）

2014年
- チョコストロベリーバニラ（多田健）
- 花鳥風月 シリーズ（2014年 - 2015年、相良草介〈ガラ〉）
  - 花鳥風月 1
  - 花鳥風月 2
  - 花鳥風月 3

- 囀る鳥は羽ばたかない（2014年 - 2020年、天羽）
  - 囀る鳥は羽ばたかない 2
  - 囀る鳥は羽ばたかない 3
  - 囀る鳥は羽ばたかない 4
  - 囀る鳥は羽ばたかない 5
  - 囀る鳥は羽ばたかない 6

- 快感ソーダ（久我浄之）
- 碧の王子 Prince of Silva（アンドレ）
- 魔彼 MAKARE〜魔は来たりて彼を堕とす〜（2014年 - 2018年、ベリアル）
  - 魔彼 MAKARE〜魔は来たりて彼を堕とす〜 第1.5巻
  - 魔彼 MAKARE〜魔は来たりて彼を堕とす〜 第1巻地編
  - 魔彼 MAKARE〜魔は来たりて彼を堕とす〜 第5巻全巻購入特典
  - 魔彼 MAKARE〜魔は来たりて彼を堕とす〜 第5巻地編全巻購入特典

2015年
- キチク、エンカウント（斉藤千紘）
- 熱愛コントロール（グレン・シャゼる）
- 彼らの恋の行方をただひたすらに見守るCD 「男子高校生、はじめての」シリーズ （2015年 - 2020年、青海一樹）
  - 第1弾〜幼なじみ独占欲〜
  - 第1弾予約特典スペシャルミニドラマCD「男子高校生の切実なる情事の事情」
  - 1st after Disc
  - 1st after Disc〜First blessing〜
  - 〜Summer vacation 2018〜
  - オールコンビネーションCD vol.1

- ごめんね ♥ アイドルくん（松田ちはや）
- 声はして涙は見えぬ濡れ烏（会沢征志）
- はだける怪物 シリーズ（2015年 - 2021年、秀那歩）
  - ほどける怪物 『シェリプラス』2015アキ号付録
  - はだける怪物 上
  - はだける怪物 下
  - はだける怪物 ミニドラマCD『シェリプラス』2021年11月号付録

- ワルイ王子でもスキ（吉良マコト）
- コイトモ!?（常盤恭一）
- 相愛えろ期（岸竜平）
- ジェラテリアスーパーノヴァ（2016年 - 2020年、里谷）
  - ジェラテリアスーパーノヴァ royal vanilla

2016年
- スカーフとキツネ（スカーフ）
- 抱かれたい男1位に脅されています。シリーズ（2016年 - 2022年、綾木千広）
  - 抱かれたい男1位に脅されています。3
  - 抱かれたい男1位に脅されています。4
  - 抱かれたい男1位に脅されています。5
  - 抱かれたい男1位に脅されています。7
  - 抱かれたい男1位に脅されています。8

- 四代目・大和辰之（大和辰之）
  - 四代目・大和辰之 『シェリプラス』2016年9月号付録

- 好きで、好きで（志方文明）
  - 好きで、好きで 小説ディアプラス2016ハル 付録CD

- もういちど、なんどでも。（古藤多郎）
- ヤリチン☆ビッチ部 シリーズ（2016年 - 2023年、百合絢斗）
  - ヤリチン☆ビッチ部
  - ヤリチン☆ビッチ部2
  - ヤリチン☆ビッチ部3
  - ヤリチン☆ビッチ部4
  - ヤリチン☆ビッチ部5

- 私立オメガ学園 戸惑いの下僕編（天条寺晃）
- 僕らの恋と青春のすべて シリーズ（2016年 - 2017年、伏見霖）
  - case: 01 弓道部の僕ら
  - case: 03 二歳差の僕ら

- ブルースカイコンプレックス（2016年 - 2024年、楢崎元親）
  - ブルースカイコンプレックス second
  - ブルースカイコンプレックス third
  - ブルースカイコンプレックス fourth
  - ブルースカイコンプレックス番外編 インディゴブルーのグラデーション
  - ブルースカイコンプレックス fifth
  - ブルースカイコンプレックス sixth
  - ブルースカイコンプレックス seventh
  - ブルースカイコンプレックス番外編 インディゴブルーのグラデーション2
  - ブルースカイコンプレックス eighth

- ロマンティック上等（次継）
- 無自覚ラブファクター（一ノ瀬蒼馬）
- このおれがおまえなんか好きなわけない（御徒町啓太）
- よるとあさの歌（2016年 - 2019年、ヨル）
  - よるとあさの歌 E c

- カーストヘヴン シリーズ（2016年 - 2021年、久世那月）
  - カーストヘヴン
  - カーストヘヴン2
  - カーストヘヴン3
  - カーストヘヴン 修学旅行編

- 伸るか反るか（2016年 - 2017年、南海吉彰）
  - 伸るか反るか 『シェリプラス』2017年7月号付録

- 眠り男と恋男（ジュード）
- 花椿秘恋唄〜100年先まで（桐生）
- キャンディミルク（上杉紀章）

2017年
- インモラル・トライアングル Case.2 ネトラレ・トライアングル（榎木田千春）
- 年下彼氏に迫られています。 エメラルド 春の号 17年付録（小木隼人）
  - 年下彼氏に迫られています。 エメラルド 夏の号 17年付録

- 三角オペラ（大河内明幸）
- 恋愛ルビの正しいふりかた（秀那）
- 純情ビッチ、ハツコイ系（一枝一志〈ヒトエ〉）
- multiple triangles-マルチプルトライアングル-（スパイン）
- グルメのふくらみ（滋賀春香）
- おやすみアイドルくん（松田ちはや）
- 獣人オメガバース シリーズ（2017年 - 2022年、ダート）
  - ペンデュラム－獣人オメガバース－
  - レムナント1 -獣人オメガバース-
  - レムナント2 -獣人オメガバース-
  - レムナント3 -獣人オメガバース-
  - レムナント4 -獣人オメガバース-
  - レムナント-獣人オメガバース- ミニドラマCD ダリア 2018 8月号付録
  - レムナント-獣人オメガバース- ミニドラマCD ダリア 2019 4月号付録
  - レムナント-獣人オメガバース- ミニドラマCD ダリア 2021 2月号付録
  - レムナント5 -獣人オメガバース-
  - レムナント6 -獣人オメガバース-

- ようこそ!BL研究クラブへ（石井）
- まほカレ カエデ×ユヅキ編（カエデ）
- 簡易的パーバートロマンス シリーズ（2017年 - 2022年、真田亮司）
  - 簡易的パーバートロマンス1
  - 簡易的パーバートロマンス2
  - 簡易的パーバートロマンス3
  - 簡易的パーバートロマンス4

- 真夜中ラブアライアンス（2017年 - 2020年、ショータ）
  - 真夜中ラブアライアンス FIFTH AVENUE 15th Anniversary Petit Drama CD
  - 真夜中ラブアライアンス DEEP

- ふたりの恋の進展を見守って応援するBLCD 告白から始めました。（加賀美遥）

2018年
- Beautiful Life!（時枝聖）
- ワンダーボーダー（八嶋洋春）
- ただのクラスメイトから恋人になるたった一つの方法 Method.1（飛鳥恵一）
- 恋愛不行き届き（若宮鞍馬）
  - ロストバージン

- 誘惑のメソッド（吾妻昴）
- 素人ヤンキー♂危機一発!!（2018年 - 2025年、リカ〈有川竜二〉）
  - 素人ヤンキー♂危機一発！！REPLAY

- さよならアルファ（神宮寺千夏）

2019年
- 雛鳥は汐風にまどろむ（紅林陵）
- もみチュパ雄っぱぶ♂タイム（島田直斗）
  - もみチュパ雄っぱぶ♂タイム2 ラブラブ同棲タイム

- 暴愛フレンドシップ（橘恭也）
- それでも俺のものになる（榊明斗）
- サハラの黒鷲（2019年 - 2020年、ロキ）
  - サハラの黒鷲2 sideアルキル

- 恋するインテリジェンス3（鷹見泰輔）
- 30歳まで童貞だと魔法使いになれるらしい（2019年 - 2021年、黒沢優一）
  - 30歳まで童貞だと魔法使いになれるらしい 2
  - 30歳まで童貞だと魔法使いになれるらしい 3

2020年
- メメントスカーレット（狩野尾鉄雄）
- メトロ（黒瀬忍）
- Fuck Buddy-ファックバディ-（柄本諒）
- 恋をするつもりはなかった（桐谷佳乃）
- 一生続けられない仕事〜譲れない想い〜（小野田一明、島崎一真）
- 25時、赤坂で（2020年 - 2025年、羽山麻水）
  - 25時、赤坂で2
  - 25時、赤坂で3
  - 25時、赤坂で4
  - 25時、赤坂で5

2021年
- 魔王イブロギアに身を捧げよ（ゴズ）
- 俺の部下がエロい妄想をやめてくれない（金子保）
- そんなに言うなら抱いてやる（2021年 - 2025年、裏川忍）
  - そんなに言うなら抱いてやる2
  - そんなに言うなら抱いてやる3

- 腐男子召喚〜異世界で神獣にハメられました〜（2021年 - 2024年、青龍・凪）
  - 腐男子召喚 〜異世界で神獣にハメられました〜 ※3巻ドラマCD付き特装版
  - 腐男子召喚 〜異世界で神獣にハメられました〜 ※5巻ドラマCD付き特装版
  - 腐男子召喚 〜異世界で神獣にハメられました〜 ※7巻ドラマCD付き特装版
  - 腐男子召喚 〜異世界で神獣にハメられました〜2

- スモーキーネクター（2021年 - 2023年、安仲有生）
  - スモーキーネクター Renew
  - ドメスティックビースト（安仲有生）

- 息できないのは君のせい（2021年 - 2023年、志筑順）
  - 息できないのは君のせい2
  - 息できないのは君のせい3
  - 息できないのは君のせい4

- 理想的恋愛の条件（西脇瑛二）

2022年
- Kiss me crying キスミークライング（2022年 - 2023年、J〈スヒョン〉）
  - Kiss me crying キスミークライング2

2023年
- ハジメテだけどカメラの前で（須藤秋葉）

2024年
- 食べたくなっちゃった（氷見野秋貴）
- 裏切り者のラブソング（2024年 - 2025年、ダンテ）
  - 裏切り者のラブソング2

- 運命だけどあいいれない（千堂圭史）
- 真夜中の俺を見て（荻野洸貴）

### ラジオドラマ
- 桜田門外の恋（加納）
- LOVEΦ（沢登）
- ラジオドラマ 義風堂々!!兼続と慶次 ※文化放送「義風堂々!!〜音語り〜」内で放送（前田慶次：2015年4月 - 2016年3月）

### オーディオドラマ
- 教師の純情 生徒の欲望（2016年、佐倉湊） - 漫画第3巻特典ボイスドラマ付
- 悪役令嬢は隣国の王太子に溺愛される（2019年 - 2021年、ハルトナイツ） - 小説第8巻特典QRコード、コミックス第4巻特典QRコード[230]、コミックス第7巻特典QRコード、小説第11巻特典QRコード[193]
- やり直し令嬢は竜帝陛下を攻略中（2021年 - 2022年、ハディス・テオス・ラーヴェ） - 小説第3巻発売記念無料視聴版、小説第3巻特典QRコード[231]、ボイスドラマ配信マーケットプレイス「mimicle」販売版[232]
- 茉莉花官吏伝 / 十三歳の誕生日、皇后になりました。（2022年、暁月） - 小説【茉莉花】第12巻または【十三歳】第6巻特典QRコード、コミックス【茉莉花】第5巻または【十三歳】第3巻特典QRコード[233]

### ボイスドラマ
- Space Voice Opera THE☆FUNKS『地球外☆エンジェルス』 ※ Spotify「Music＋Talk」にて配信（ミスター・ギャラクシー：2022年5月 - 2022年7月）[234]

### デジタルコミック
- VOMIC 悪魔で候（2008年、早見裕）
- VOMIC 銀河パトロール ジャコ（2014年、固茹）
- アニコミ ネトゲ恋愛〜オフ会行ったらイケメン同僚に遭遇してしまいました…〜（2019年、眞鍋晴人[235]）
- 電子書籍ストアBookLive! おじさんはカワイイものがお好き。（2020年、鳴戸渡）
- KADOKAWAオフィシャルチャンネル 月華国奇医伝（2021年、景雲[236]）
- キトラ【KADOKAWAキトラ公式ボイストゥーン】高良くんと天城くん（2021年、香取[237]）
- KADOKAWAオフィシャルチャンネル 恋と呼ぶには青すぎる（2022年、馬場[238]）
- ジャンプチャンネル ロクの冥約（2023年、ロク[239]）
- comipo わるいこと、教えてください（2023年、斎条美春[240]）
- 双葉社公式コミックチャンネル 真実の愛を見つけたと言われて婚約破棄されたので、復縁を迫られても今さらもう遅いです!（2023年、レナート[241]）
- KADOKAWAオフィシャルチャンネル ぼくの奥さんは魔法少女かもしれない（2023年、冬馬類[242]）
- 身ごもり契約花嫁〜ご執心社長に買われて愛を孕みました〜（2023年、名瀬斗真[243]）
- ようこそ、ちるカフェへ！（2024年、ちるお[244]）

### 吹き替え

#### 担当俳優
イ・スンギ
- 華麗なる遺産（ソヌ・ファン）
- キング 〜Two Hearts（イ・ジェハ）
- 僕の彼女は九尾狐（チャ・テウン）

ケリー・ブラッツ
- アーロン・ストーン（チャーリー・ランダース / アーロン・ストーン）
- サニー with チャンス（ジェームズ）
- スカイランナー（ニック・バーンズ）

チョン・イル
- 美男〈イケメン〉ラーメン店（チャ・チス）
- 夜警日誌（イ・リン）
- 私の期限は49日（スケジューラー）

ユン・シユン
- 製パン王 キム・タック（キム・タック）
- となりの美男＜イケメン＞（エンリケ・クム / ケグム）
- 私も花!（ソ・ジェヒ）

#### 映画
- アザーズ-捕食者-（ゲイツ〈リッチ・マクドナルド〉）
- 新しい人生のはじめかた
- アルマゲドン2011（ジェイソン・ヤング）
- アンストッパブル（スコット）
- いのちの戦場 -アルジェリア1959-（ルフラン）
- インモータルズ -神々の戦い-（リサンドラー〈ジョセフ・モーガン〉）
- ウィジャ ビギニング 〜呪い襲い殺す〜（マイキー）
- 運命を分けたザイル2（ヒンター・シュトイサー）
- エクトプラズム 怨霊の棲む家（ジョナ）
- NSFW 絶対消去（トム・ミラー〈マックス・ミンゲラ〉）
- 男と女の不都合な真実（リック）
- かいじゅうたちのいるところ
- キス・オブ・デス
- キック・アス（デイヴ・リゼウスキ / キック・アス〈アーロン・テイラー＝ジョンソン〉）
- キック・アス/ジャスティス・フォーエバー（デイヴ・リゼウスキ / キック・アス〈アーロン・テイラー＝ジョンソン〉）
- 教授のおかしな妄想殺人（ロイ〈ジェイミー・ブラックリー〉）
- 結婚式の後で
- コロニー5（サム〈ケヴィン・ゼガーズ〉）
- 最後の晩餐（マオマオ〈ジアン・ジンフー〉）
- ザ・ゲスト（デイヴィッド〈ダン・スティーヴンス〉）
- ザ・スナイパー（フィル・ギャリソン〈アダム・スコット〉）
- サバイバル・オブ・ザ・デッド（ボーイ〈デヴォン・ボスティック〉）
- 霜花店 運命、その愛（スンギ〈シム・ジホ〉）
- ジェントルメン（レイ〈チャーリー・ハナム〉[245]）
- スーパーバッド 童貞ウォーズ（ジェシー）
- ストリートレーサー（ミシカ・モコフ）
- ダニエル（ダニエル〈パトリック・シュワルツェネッガー〉）
- ダレン・シャン（友人1）
- ちりも積もればロマンス（ヤン・グァンウ〈イ・サンヨプ〉）
- ディセント2（グレッグ〈ジョシュア・ダラス〉）
- ドゥームズデイ（スターリング）
- 唐山大地震（ファン・ダー〈リー・チェ〉）
- Dr.パルナサスの鏡（アントン〈アンドリュー・ガーフィールド〉）
- 隣の家の少女（エディ〈マイケル・ゼゲン〉）
- トワイライトシリーズ
  - ニュームーン/トワイライト・サーガ（エンブリー・コール〈キオワ・ゴードン〉、アレック〈キャメロン・ブライト〉）
  - エクリプス/トワイライト・サーガ（エンブリー・コール〈キオワ・ゴードン〉、アレック〈キャメロン・ブライト〉）
  - トワイライト・サーガ/ブレイキング・ドーン Part1（エンブリー・コール〈キオワ・ゴードン〉）
- ネイバーズ（ピート〈デイヴ・フランコ〉）
- ノウイング（スペンサー〈リアム・ヘムズワース〉）
- バウンティー・ハンター（サム）
- 母なる証明（ジンテ）
- ハムナプトラ3 呪われた皇帝の秘宝 ※フジテレビ版
- ハリー・ポッターと死の秘宝 PART1（ビル・ウィーズリー〈ドーナル・グリーソン〉）
- ハリー・ポッターと死の秘宝 PART2（ビル・ウィーズリー〈ドーナル・グリーソン〉）
- ハンガー・ゲーム0（コリオレーナス・スノー〈トム・ブライス〉[246]）
- ビッグママ・ハウス3（ディランテ）
- ビハインド・エネミー・ライン（ウィラード）
- ブギーマン3（ベン〈エリス・ガベル〉）
- PUSH 光と闇の能力者（ポップ・ボーイ2）
- ポリス・ストーリー2/九龍の眼 ※パラマウントDVD版
- フルスピード 悪魔のフル・チューン（車販売員）※テレビ東京版
- ブーリン家の姉妹（ピーター）
- スモッシュ・ザ・ムービー（イアン〈イアン・ヒコックス〉）
- ボディ・ハント（ライアン〈マックス・シエリオット〉）
- マジック・マイク（ザ・キッド〈アレックス・ペティファー〉）
- マシュー・マコノヒー マーシャルの奇跡（クリス・グリフェン）
- Mr.ゴールデン・ボール/ 史上最低の盗作ウォーズ
- メタル・トランスフォーム（マックス）
- メッセージ そして、愛が残る（ジェレミー）
- U-900（ヒーリー）
- 妖精ファイター（ミック・ドネリー〈ライアン・シェクラー〉）
- ロープ（フィリップ・モーガン〈ファーリー・グレンジャー〉[247]）
- わらの犬（デヴィッド・サムナー〈ジェームズ・マースデン〉）
- ワルキューレ（ヘルバー）

#### ドラマ
- アグリー・ベティ3 #5
- アグリー・ベティ4（オースティン）
- ある素敵な日（お客男5）
- 1年に12人の男（ウォンビン〈キム・ジヌ〉）
- WITHOUT A TRACE/FBI 失踪者を追え! #88（マット）、#105（テッド）
- NCIS: ニューオーリンズ シーズン1 #11, #17（フランク・ブルサード〈チャド・アディソン〉）
- おとぼけスティーブンス一家（トラビス）
- オレのことスキでしょ。（イ・スミョン〈チャン・ソウォン〉）
- 華麗なる遺産〜燦爛人生〜（リュウ・ユーハオ〈ジェリー・イェン〉）
- ザ・パシフィック
- ザ・ホワイトハウス シーズン5-（チャーリー・ヤング 大統領私設秘書〈デュレ・ヒル〉）
- CSI:ニューヨーク7、8（タイラー）
- しあわせの処方箋
- SEAL Team/シール・チーム（クレイ・スペンサー〈マックス・シエリオット〉[248]）
- 少林寺伝奇（恵忍）
- 新ビバリーヒルズ青春白書（マーク、マルコ）
- スーパーナチュラル3（キャル）
- スターの恋人（ヒュンジュン）
- 善徳女王（アルチョン〈イ・スンヒョ〉）
- 太陽を抱く月（ホ・ヨム〈ソン・ジェヒ〉[249]）
- ダウントン・アビー（マシュー・クローリー〈ダン・スティーヴンス〉）
- デクスター 〜警察官は殺人鬼（ジョーダン・チェイス〈ジョニー・リー・ミラー〉）
- ドレイク&ジョシュ（シドニー）
- トンイ（英祖〈イ・ソノ〉）
- ナース・ジャッキー
- PERSON of INTEREST 犯罪予知ユニット #16（アダム・ソーンダース〈マット・ローリア〉）
- パスタ〜恋が出来るまで〜（ネモ）
- 花ざかりの君たちへ For You Full Blossom（カン・テジュン〈チェ・ミンホ〉）
- HAWAII FIVE-0 シーズン3 #20（フレディ・ハート〈アラン・リッチソン〉）
- HAWAII FIVE-0 シーズン8 #12（フィッシャー〈キップ・パーデュー〉）
- ビトゥイーン
- 武神（高宗王〈イ・スンヒョ〉）
- FRINGE/フリンジ（リンカーン・リー〈セス・ガベル〉）
- 弁護士イーライのふしぎな日常
- マイノリティ・リポート（ダッシュ〈スターク・サンズ〉）[250]
- MAD MEN 3 #6（マッケンドリック）
- MR. ROBOT/ミスター・ロボット（タイレル・ウェリック〈マルティン・ヴァルストロム〉）
- ヤング・スーパーマン（ジミー・オルセン〈アーロン・アシュモア〉）
- ユーリカ 〜事件です!カーター保安官〜（ディラン）
- 私はラブ・リーガル
- DOC あすへのカルテ（ロレンツォ・ラッザリーニ〈ジャンマルコ・サウリーノ〉）

#### アニメ
- 怪盗グルーの月泥棒 3D（係員）
- クズ悪役の自己救済システム（岳清源[251]）
- スター・ウォーズ/クローン・ウォーズ (テレビアニメ)（クリズモー）
- ルーニー・テューンズ・ショー（グスタフ）
- ロボカーポリー（ポリー[252]）
- バットマン:ブレイブ&ボールド（2代目フラッシュ）

### 特撮
- 機界戦隊ゼンカイジャー（2021年 - 2023年、ブルーン / ゼンカイブルーンの声[253]） - 5作品[一覧 24]
- セイバー+ゼンカイジャー スーパーヒーロー戦記（2021年、ブルーンの声[257]）

### 舞台
- ことだま屋本舗EXステージ『クロボーズ』（2016年11月27日、織田信長）
- ことだま屋本舗「EXステージ×コミックファイア」『新米オッサン冒険者、最強パーティに死ぬほど鍛えられて無敵になる。』（2021年3月6日、リック）
- オリジナル朗読劇密室デスマッチ「マスクド・アイスクリーム」（2021年7月17日 - 18日、花巻只志[258]）
- 劇団ヘロヘロQカムパニー「立て！マジンガーZ!!」（2022年11月29日、こくみん共済 coop ホール / スペース・ゼロ） - 日替わりゲスト[259]
- 朗読×和楽器『天守物語』2023（2023年12月1 日、姫川図書之助・亀姫）[260]
- READPIA リーディックシアター「トリカゴ」（2024年1月13日・14日、レイン）[261]
- 井上和彦50周年記念公演Kazz's『エニグマ変奏曲』（2024年8月25日、博品館劇場） - 日替わりゲスト[262]
- 朗読劇『瓶詰めの海は寝室でリュズタンの夢をうたった』〜トノキヨの夏休み〜（2024年9月29日、トノキヨ[263]）
- Enjil 第2回公演 音楽朗読劇『Music Soldier』(2025年2月15日・16日、アニメイトシアター)[264]
- 朗読劇『告白 コンフェッション』（2025年6月27日〈予定〉、I'M A SHOW） - 石倉 役[265][266]
- 朗読会 四季シリーズ・夏『イーハトーヴの旅 〜宮沢賢治の声が聞こえる〜』（2025年8月16日〈予定〉、品川プリンスホテル クラブeX）[267]

### ナレーション
- 「ダウントン・アビー」の舞台 ハイクレア城の秘密（2014年12月14日、NHK総合）
- 「All You Need Is Kill」コミックスPV（2014年[268]）
- 『ドラゴンズドグマ オンライン』ゲーム解説プロモーションムービー（2015年[269]）
- 京都国立博物館特別展覧会 琳派誕生400年記念 琳派 京（みやこ）を彩る（2015年10月10日 - 11月23日、音声ガイドナレーション）
- 『驚異の惑星：溶岩と地球』（2019年8月8日、ナショナル ジオグラフィック (TV)）
- 「神楽坂つきみ茶屋」試し読み漫画動画PV（2021年[270]）
- 「Dジェネシス ダンジョンが出来て3年」PV（2022年[271]）

### ラジオ
※はインターネット配信。
- スタンドアップ・ザ・ヴァンガード（2011年 - 2014年、ラジオ大阪）
- ヴァンガード キャピタル（2011年 - 2014年、ラジオ大阪）
- ヴァヴァンとヴァンガード大発見!（2011年 - 2012年、ラジオ大阪）
- 立ち上がれ!僕らのヴァンガード（2011年 - 2014年、ラジオ大阪、HiBiKi Radio Station※）
- 立ちヴァン サンデー（2012年 - 2014年、ラジオ大阪、HiBiKi Radio Station※）
- 佐藤拓也の「やれます!」（2015年 - 2018年 、アニメイトTV※）
- ノルラジ（2015年、音泉※）[272]
- しろくろジョーカー 電波瓦版（2015年 - 2016年、HiBiKi Radio Station※）[273]
- 羽多野渉・佐藤拓也のScat Babys Show!!（2016年 - 、ラジオ大阪・音泉※・ニコニコ動画※）[274]
- マジカルデイズ the RADIO Parade（2016年、アニメイトタイムズ※）[275]
- ラジオファイト!! ヴァンガード（2018年 - 2019年 、ラジオ大阪、HiBiKi Radio Station※）
- キャプテン翼 日向小次郎の強引なラジオ!（2019年、音泉※）[276]
- JOESTAR RADIO（2020年、YouTube※・音泉※）
- 中澤まさとも・佐藤拓也の胸キュンラボ from 100シーンの恋＋（2021年 - 、ニコニコ動画※）

### ラジオCD
- ラジオCD「立ち上がれ!僕らのヴァンガード」Vol.1 - 13
- DJCD NORN9 ノルン+ノネット WEBラジオ ノルラジ vol.1 - 2

### テレビ
※はインターネット配信。
- ヴァンガードTV TRY（2014年）[277]
- 声優と夜あそび（2018年、AbemaTV アニメLIVEチャンネル※）金曜パーソナリティ[278]
- 佐藤拓也のちょっとやってみて!!（2019年 - 、ニコニコ生放送※）[279]
- 佐藤拓也&堀江瞬 アニメみたいに!（2021年 - 、YouTube※）[280]

### 映像商品
- 立ち上がれ!僕らのヴァンガード 旅ヴァン -北海道編-
- ときめきレシピ チャレンジクッキング編（2） 〜代永翼&佐藤拓也〜
- つれゲー Vol.4 代永翼&佐藤拓也×がんばれゴエモン3
- つれゲー Vol.5 代永翼&佐藤拓也×がんばれゴエモン3 獅子重禄兵衛のからくり固め（続）
- 立ち上がれ!僕らのヴァンガード 旅ヴァン -宮城編-
- 立ち上がれ!僕らのヴァンガード 旅ヴァン -北海道編-
- 声優コレクション〜ふたりのコーデSHOW〜 佐藤拓也×堀江瞬
- 遊佐浩二&佐藤拓也の「たびかつっ! 」〜長野編〜
- 遊佐浩二&佐藤拓也の「たびかつっ! 」〜北海道編〜
- 佐藤拓也のゆうじょう戦隊ヨブンジャー 第1話
- 佐藤拓也のゆうじょう戦隊ヨブンジャー 第2話
- リアル宝探し 〜海神ポセイドーンを封印せよ〜in 横浜・八景島シーパラダイス

### CM
- 雇用促進事業会「あつまるくんの求人案内」アニメCM「100円のトキメキ」「100円のホンキ!」（マサキ[281]）

### 玩具
- 機界戦隊ゼンカイジャー ギアトリンガー -MEMORIAL EDITION-（2023年1月）

### その他コンテンツ
- 京成電鉄四ツ木駅列車接近放送（『キャプテン翼』日向小次郎役として）
- 「無自覚な天才少女は気付かない」４巻発売記念ボイス入りPV（2024年、フレド[282]）

## ディスコグラフィ

### シングル
|     | 発売日         | タイトル    | 規格品番  | オリコン最高位 |
| --- | -------------- | ----------- | --------- | -------------- |
| 1st | 2015年11月25日 | Set Sail    | FFCV-0046 | 66位           |
| 2nd | 2016年4月6日   | starry sign | FFCV-52   | 36位           |
| 3rd | 2017年2月8日   | 36.8℃       | FFCV-61   | 43位           |
| 4th | 2017年11月8日  | モノローグ  | FFCV-66   | 33位           |

### ミニアルバム
|        | 発売日        | タイトル    | 規格品番  | 規格品番  | オリコン最高位 |
| 豪華盤 | 発売日        | タイトル    | 通常盤    |           | オリコン最高位 |
| ------ | ------------- | ----------- | --------- | --------- | -------------- |
| 1st    | 2016年10月5日 | HEART       | FFCV-0053 | FFCV-0054 | 38位           |
| 2nd    | 2017年7月5日  | DAY & NIGHT | FFCV-0064 | FFCV-0065 | 34位           |

### キャラクターソング
| 発売日         | 商品名                                                                                           | 歌 | 楽曲 | 備考                                                                   |
| -------------- | ------------------------------------------------------------------------------------------------ | --- | --- | ---------------------------------------------------------------------- |
| 2012年6月27日  | カードファイト!! ヴァンガード キャラクターソングアルバム スタンドアップ!ザ・ソング!!             | 櫂トシキ（佐藤拓也） | 「希望の証明」 | テレビアニメ『カードファイト!! ヴァンガード』関連曲                    |
| 2012年10月10日 | カードファイト!! ヴァンガード アジアサーキット編 キャラクターソング vol.2 櫂トシキ「前を向いて」 | 櫂トシキ（佐藤拓也） | 「前を向いて」 「限界BREAKTHROUGH」                                                                                          | テレビアニメ『カードファイト!! ヴァンガード アジアサーキット編』関連曲 |
| 2013年8月28日  | 月下に交わす、杯と契り                                                                           | 直江兼続（浪川大輔）、前田慶次（佐藤拓也） | 「月下に交わす、杯と契り」                                                                                                   | テレビアニメ『義風堂々!! 兼続と慶次』エンディングテーマ                |
| 2014年3月19日  | Fate Breaker                                                                                     | 櫂トシキ（佐藤拓也）、先導アイチ（代永翼） | 「Fate Breaker」 「リスペクトファイター」                                                                                    | テレビアニメ『カードファイト!! ヴァンガード リンクジョーカー編』関連曲 |
| 2014年3月19日  | maybe ファイナルターン                                                                           | 櫂トシキ（佐藤拓也）、雀ヶ森レン（阿部敦） | 「maybe ファイナルターン」 「Let's Get Fight!!」                                                                             | テレビアニメ『カードファイト!! ヴァンガード リンクジョーカー編』関連曲 |
| 2014年3月19日  | We Ride Everyday!!                                                                               | 櫂トシキ（佐藤拓也）、三和タイシ（森久保祥太郎） | 「We Ride Everyday!!」 「フレンドシップ・オーバーロード」                                                                    | テレビアニメ『カードファイト!! ヴァンガード リンクジョーカー編』関連曲 |
| 2014年11月5日  | NORN9 ノルン+ノネット Cantare Vol.1                                                              | 遠矢正宗（佐藤拓也） | 「新たな誓い」 | ゲーム『NORN9 ノルン+ノネット』関連曲                                  |
| 2015年3月18日  | EXIT TUNES PRESENTS ACTORS3                                                                      | 鳴子郁（佐藤拓也） | 「モザイクロール」 | 『ACTORS』関連曲                                                       |
| 2015年3月18日  | EXIT TUNES PRESENTS ACTORS3                                                                      | 麻布汐（豊永利行）、鳴子郁（佐藤拓也） | 「再教育」 | 『ACTORS』関連曲                                                       |
| 2015年3月18日  | EXIT TUNES PRESENTS ACTORS3 通常盤                                                               | 芦原倖乎（蒼井翔太）、湯山靖隼（増田俊樹）、麻布汐（豊永利行）、鳴子郁（佐藤拓也）、志戸穂（高橋直純） | 「千本桜」 | 『ACTORS』関連曲                                                       |
| 2015年7月15日  | おいしく恋するCD Love Cuisine 〜モンスターズ･レシピ〜 Vol.2                                      | フランクリン・グリーンウッド（佐藤拓也）、アミン・ケベフト（代永翼） | 「Amazing Cuisine」 | 『おいしく恋するCD』関連曲                                             |
| 2015年9月16日  | ACTORS -Songs Collection-                                                                        | 鳴子郁（佐藤拓也） | 「永遠花火」 | 『ACTORS』関連曲                                                       |
| 2015年11月18日 | おいしく恋するCD Love Cuisineシリーズ連動購入特典「別腹CD」                                      | ルー（羽多野渉）、ヴェン（木村良平）、フランクリン・グリーンウッド（佐藤拓也）、アミン・ケベフト（代永翼）、ルビノー&コルリ（緒方恵美）、ヘルマン・ヴァルコイネン（鳥海浩輔）、オズ・レオパルド（小西克幸）                                                                              | 「Amazing Cuisine 〜Special ver.〜」                                                                                         | 『おいしく恋するCD』関連曲                                             |
| 2015年12月10日 | SECRET NIGHT                                                                                     | TRIGGER | 「SECRET NIGHT」 「NATSU☆しようぜ！」 「Lepard Eyes」                                                                        | ゲーム『アイドリッシュセブン』関連曲                                   |
| 2016年3月30日  | 恋のワンダーランド                                                                               | Frep | 「恋のワンダーランド」 | ゲーム『Frep★LOVE 〜彼はアイドル〜』関連曲                             |
| 2016年8月17日  | ACTORS - Extra Edition 6 - [汐・郁・穂・影虎]                                                    | 鳴子郁（佐藤拓也） | 「上弦の月」 | 『ACTORS』関連曲                                                       |
| 2016年11月5日  | 告白TO→Chu                                                                                       | Frep | 「告白TO→Chu」 | ゲーム『Frep★LOVE 〜彼はアイドル〜』関連曲                             |
| 2016年11月9日  | 『刀剣乱舞-花丸-』 歌詠集 其の三                                                                 | 歌仙兼定（石川界人）、燭台切光忠（佐藤拓也）、鶴丸国永（斉藤壮馬）、三日月宗近（鳥海浩輔） | 「出づる月、招宴の唄」 | テレビアニメ『刀剣乱舞-花丸-』エンディングテーマ                       |
| 2017年5月31日  | 5Night Circus                                                                                    | Frep | 「5Night Circus」 | ゲーム『Frep★LOVE 〜彼はアイドル〜』関連曲                             |
| 2017年6月28日  | TVアニメ「ファンタシースターオンライン2 ジ アニメーション」キャラクターソングCD Vol.2            | 工藤マサヤ（佐藤拓也） | 「君にZokkonくびったけ」 | テレビアニメ『ファンタシースターオンライン2 ジ アニメーション』関連曲  |
| 2017年6月28日  | A3! First WINTER EP                                                                              | 冬組 | 「to bloom…」 | ゲーム『A3!』関連曲                                                    |
| 2017年6月28日  | A3! First WINTER EP                                                                              | ミカエル［月岡紬（田丸篤志）］、ラファエル［高遠丞（佐藤拓也）］ | 「Don’t cry…」 | ゲーム『A3!』関連曲                                                    |
| 2017年6月28日  | A3! First WINTER EP                                                                              | 高遠丞（佐藤拓也） | 「Beyond The Wall」 | ゲーム『A3!』関連曲                                                    |
| 2017年9月20日  | REGALITY                                                                                         | TRIGGER | 「Last Dimension〜引き金をひくのは誰だ〜」 「願いはShine On The Sea」 「DAYBREAK INTERLUDE」 「In the meantime」 「DESTINY」 | ゲーム『アイドリッシュセブン』関連曲                                   |
| 2017年9月20日  | REGALITY                                                                                         | 十龍之介（佐藤拓也） | 「Riskyな彼女」 | ゲーム『アイドリッシュセブン』関連曲                                   |
| 2017年11月1日  | A3! Blooming WINTER EP                                                                           | 九頭玲央［雪白東（柿原徹也）］、瀬尾浩太［高遠丞（佐藤拓也）］ | 「正体」 | ゲーム『A3!』関連曲                                                    |
| 2017年12月6日  | 『刀剣乱舞-花丸-』歌詠全集                                                                       | 花丸刀剣男士一同 | 「花丸◎日和！47振りver.」 | 劇場アニメ『刀剣乱舞-花丸- 〜幕間回想録〜』主題歌                      |
| 2018年1月24日  | 続『刀剣乱舞-花丸-』歌詠集 其の三                                                                | 燭台切光忠（佐藤拓也）、大倶利伽羅（古川慎）、太鼓鐘貞宗（髙橋孝治） | 「奇しき巡りは粋な縁」 | テレビアニメ『続 刀剣乱舞-花丸-』エンディングテーマ                    |
| 2018年1月24日  | 続『刀剣乱舞-花丸-』歌詠集 其の三                                                                | 大和守安定（市来光弘）、加州清光（増田俊樹）、鯰尾藤四郎（斉藤壮馬）、歌仙兼定（石川界人）、宗三左文字（泰勇気）、薬研藤四郎（山下誠一郎）、燭台切光忠（佐藤拓也）、五虎退（粕谷雄太）                                                                                                   | 「花丸印の日のもとで ver.3」                                                                                                 | テレビアニメ『続 刀剣乱舞-花丸-』オープニングテーマ                    |
| 2018年2月14日  | 続『刀剣乱舞-花丸-』歌詠集 其の六                                                                | 宗三左文字（泰勇気）、小夜左文字（村瀬歩）、江雪左文字（佐藤拓也） | 「花色衣」 | テレビアニメ『続 刀剣乱舞-花丸-』エンディングテーマ                    |
| 2018年2月21日  | 続『刀剣乱舞-花丸-』歌詠集 其の七                                                                | 大和守安定（市来光弘）、加州清光（増田俊樹）、大倶利伽羅（古川慎）、三日月宗近（鳥海浩輔）、博多藤四郎（大須賀純）、山伏国広（櫻井トオル）、御手杵（浜田賢二）、江雪左文字（佐藤拓也）                                                                                                   | 「花丸印の日のもとで ver.7」                                                                                                 | テレビアニメ『続 刀剣乱舞-花丸-』オープニングテーマ                    |
| 2018年2月28日  | Heavenly Visitor                                                                                 | TRIGGER | 「Heavenly Visitor」 | テレビアニメ『アイドリッシュセブン』エンディングテーマ                 |
| 2018年2月28日  | Heavenly Visitor                                                                                 | TRIGGER | 「DIAMOND FUSION」 | Webアニメ『アイドリッシュセブン Vibrato』挿入歌                        |
| 2018年4月25日  | 陽だまりの庭 〜Eternal Garden〜                                                                  | 神宮司高馬（鈴木達央）、羽早川翔（佐藤拓也） | 「="Equal"」 | テレビアニメ『Butlers〜千年百年物語〜』関連曲                          |
| 2018年4月25日  | Rainbow☆Peace                                                                                    | Frep | 「Rainbow☆Peace」 | ゲーム『Frep★LOVE 〜彼はアイドル〜』関連曲                             |
| 2018年5月25日  | SHOOT THE STARS                                                                                  | Nacht | 「SHOOT THE STARS」 | ゲーム『魔王さまをプロデュース！〜七つの大罪 for GIRLS〜』主題歌       |
| 2018年7月7日   | Welcome, Future World!!!                                                                         | Re:vale、TRIGGER、IDOLiSH7 | 「Welcome, Future World!!! (short ver.)」                                                                                    | ゲーム『アイドリッシュセブン』関連曲                                   |
| 2018年8月15日  | Touch You                                                                                        | 私立モリモーリ学園 性春♡男子s | 「Touch You」 | OVA『ヤリチン☆ビッチ部』主題歌                                         |
| 2018年8月15日  | Touch You                                                                                        | 百合絢斗（佐藤拓也） | 「Touch You」 | OVA『ヤリチン☆ビッチ部』関連曲                                         |
| 2018年8月17日  | VAZZROCK ユニットソング2 ROCK DOWN vol.1 -始動-                                                  | ROCK DOWN | 「ROCK DOWN」 「優しい世界」 「孤独のVampire」                                                                               | 『VAZZROCK』関連曲                                                     |
| 2018年8月29日  | 「燃えてヒーロー」コレクション 小学生編                                                          | 日向小次郎（佐藤拓也） | 「燃えてヒーロー」 | テレビアニメ『キャプテン翼』エンディングテーマ                         |
| 2018年8月29日  | 「燃えてヒーロー」コレクション 小学生編                                                          | 若林源三（鈴村健一）、日向小次郎（佐藤拓也） | 「燃えてヒーロー」 | テレビアニメ『キャプテン翼』エンディングテーマ                         |
| 2018年8月29日  | 「燃えてヒーロー」コレクション 小学生編                                                          | 大空翼（三瓶由布子）、若林源三（鈴村健一）、岬太郎（福原綾香）、日向小次郎（佐藤拓也）、三杉淳（斉藤壮馬） | 「燃えてヒーロー」 | テレビアニメ『キャプテン翼』エンディングテーマ                         |
| 2018年9月26日  | Noble Bullet 04 ドイツ統一戦争グループ                                                           | ドライゼ（佐藤拓也） | 「Mein Leben」 | ゲーム『千銃士』関連曲                                                 |
| 2018年9月26日  | アイドリッシュセブン Collection Album vol.1                                                      | 四葉環（KENN）、逢坂壮五（阿部敦）、十龍之介（佐藤拓也） | 「LOVE&GAME」 | ゲーム『アイドリッシュセブン』関連曲                                   |
| 2018年9月28日  | VAZZROCK bi-colorシリーズ8 久慈川悠人-sapphire-                                                  | 久慈川悠人（長谷川芳明）、天羽玲司（佐藤拓也） | 「Answer」 | 『VAZZROCK』関連曲                                                     |
| 2018年10月26日 | VAZZROCK bi-colorシリーズ9 天羽玲司-emerald-                                                     | 天羽玲司（佐藤拓也） | 「Rendez-vous」 | 『VAZZROCK』関連曲                                                     |
| 2018年10月26日 | VAZZROCK bi-colorシリーズ9 天羽玲司-emerald-                                                     | 天羽玲司（佐藤拓也）、立花歩（坂泰斗） | 「純情グラフィティ」 | 『VAZZROCK』関連曲                                                     |
| 2018年11月7日  | A3! VIVID WINTER EP                                                                              | 冬組 | 「Precious to us〜僕らの季節〜」                                                                                             | ゲーム『A3!』関連曲                                                    |
| 2018年11月7日  | A3! VIVID WINTER EP                                                                              | 宮本武蔵［高遠丞（佐藤拓也）］、佐々木小次郎［ガイ（日野聡）］ | 「獨行道」 | ゲーム『A3!』関連曲                                                    |
| 2018年11月7日  | ヤリチン☆ビッチ部 キャラクターソングシリーズ「いちご味」                                         | 百合絢斗（佐藤拓也） | 「ズボズボウォント☆ウォントゥボゥボゥ」                                                                                      | OVA『ヤリチン☆ビッチ部』関連曲                                         |
| 2018年11月21日 | Now On Air!                                                                                      | 6carats | 「Now On Air!」 | ゲーム『オンエア！』主題歌                                             |
| 2018年12月19日 | 「燃えてヒーロー」コレクション 中学生編                                                          | 日向小次郎（佐藤拓也） | 「燃えてヒーロー（中学生編アレンジ）」                                                                                       | テレビアニメ『キャプテン翼』エンディングテーマ                         |
| 2018年12月19日 | 「燃えてヒーロー」コレクション 中学生編                                                          | 日向小次郎（佐藤拓也）、三杉淳（斉藤壮馬） | 「燃えてヒーロー（中学生編アレンジ）」                                                                                       | テレビアニメ『キャプテン翼』エンディングテーマ                         |
| 2018年12月19日 | 「燃えてヒーロー」コレクション 中学生編                                                          | 日向小次郎（佐藤拓也）、若島津健（梅原裕一郎） | 「燃えてヒーロー（中学生編アレンジ）」                                                                                       | テレビアニメ『キャプテン翼』エンディングテーマ                         |
| 2018年12月19日 | 「燃えてヒーロー」コレクション 中学生編                                                          | 大空翼（三瓶由布子）、日向小次郎（佐藤拓也） | 「燃えてヒーロー（中学生編アレンジ）」                                                                                       | テレビアニメ『キャプテン翼』エンディングテーマ                         |
| 2018年12月19日 | 「燃えてヒーロー」コレクション 中学生編                                                          | 大空翼（三瓶由布子）、日向小次郎（佐藤拓也）、若島津健（梅原裕一郎）、松山光（羽多野渉）、三杉淳（斉藤壮馬）、若林源三（鈴村健一）、岬太郎（福原綾香） | 「燃えてヒーロー（中学生編アレンジ）」                                                                                       | テレビアニメ『キャプテン翼』エンディングテーマ                         |
| 2019年1月9日   | My Prince-One                                                                                    | Prince-One | 「My Prince-One」 | 漫画『俺たちマジ校デストロイ』関連曲                                   |
| 2019年1月30日  | 抱かれたい男1位に脅されています。 BD・DVD第3巻特典CD                                             | 綾木千広（佐藤拓也） | 「オペラ座に入れない 〜WhyのWhyのWhy?〜」                                                                                    | テレビアニメ『抱かれたい男1位に脅されています。』関連曲                |
| 2019年6月5日   | We♡SURFING                                                                                       | mmm | 「We♡SURFING」 「Breeze of Dreams」 「Ride the WAVE!! - mmm Ver. -」                                                         | 『WAVE!!』関連曲                                                       |
| 2019年6月12日  | キャプテン翼 Blu-ray BOX 〜中学生編 下巻〜 特典CD                                                | 日向小次郎（佐藤拓也） | 「冬のライオン」 | テレビアニメ『キャプテン翼』関連曲                                     |
| 2019年6月21日  | Ride the WAVE!!                                                                                  | 波乗りボーイズ | 「Ride the WAVE!!」 | 『WAVE!!』関連曲                                                       |
| 2019年7月17日  | ACTORS 5th Anniversary Edition                                                                   | 鳴子郁（佐藤拓也） | 「永遠花火（リアレンジ）」                                                                                                   | 『ACTORS』関連曲                                                       |
| 2019年7月24日  | A3! BRIGHT WINTER EP                                                                             | 冬組 | 「Ever☆Blooming!」 | ゲーム『A3!』関連曲                                                    |
| 2019年10月12日 | Wonderful Octave 十龍之介                                                                        | 十龍之介（佐藤拓也） | 「my 10plate」 「Wonderful Octave」                                                                                          | ゲーム『アイドリッシュセブン』関連曲                                   |
| 2019年10月18日 | VAZZROCK bi-colorシリーズ2ndシーズン5 築一紗-ruby×emerald-                                       | 築一紗（山中真尋）、天羽玲司（佐藤拓也） | 「No Instruction」 | 『VAZZROCK』関連曲                                                     |
| 2019年11月26日 | VAZZROCK bi-colorシリーズ2ndシーズン6 天羽玲司-emerald×topaz-                                    | 天羽玲司（佐藤拓也） | 「cRAZY night」 | 『VAZZROCK』関連曲                                                     |
| 2019年11月26日 | VAZZROCK bi-colorシリーズ2ndシーズン6 天羽玲司-emerald×topaz-                                    | 天羽玲司（佐藤拓也）、築二葉（白井悠介） | 「シュガーポット・ラプソディ」                                                                                               | 『VAZZROCK』関連曲                                                     |
| 2019年12月18日 | A3! MIX SEASONS LP                                                                               | 久保田［皆木綴（西山宏太朗）］、宮木［高遠丞（佐藤拓也）］ | 「不屈のチャント」 | ゲーム『A3!』関連曲                                                    |
| 2020年1月29日  | Crescent rise                                                                                    | TRIGGER | 「Crescent rise」 「Treasure!」                                                                                              | ゲーム『アイドリッシュセブン』関連曲                                   |
| 2020年5月20日  | ACTORS -Singing Contest Edition- sideA                                                           | 鳴子郁（佐藤拓也） | 「夏の半券」 | 『ACTORS』関連曲                                                       |
| 2020年7月31日  | VAZZROCK play of colorシリーズ4 一紗、翔、玲司 Strong taste                                      | 築一紗（山中真尋）、小野田翔（菊池幸利）、天羽玲司（佐藤拓也） | 「Sue-Kiss-Sue-Kiss」 「snow edge」                                                                                          | 『VAZZROCK』関連曲                                                     |
| 2020年10月7日  | HELIOS Rising Heroes エンディングテーマ Vol.1                                                    | サウスセクター | 「LIVE THE MOMENT」 | ゲーム『エリオスライジングヒーローズ』エンディングテーマ               |
| 2020年10月14日 | 伝説のサーフプリンス                                                                             | 波乗りボーイズ | 「伝説のサーフプリンス」 | 劇場アニメ『WAVE!!〜サーフィンやっぺ!!〜』オープニングテーマ           |
| 2020年10月14日 | 伝説のサーフプリンス                                                                             | 波乗りボーイズ | 「SURFDAYS」 | NSA公認サーフィン応援ソング                                            |
| 2020年10月30日 | VAZZROCK COLORシリーズ [-RED-] Paint the town red                                                | ROCK DOWN | 「Deep Scar 〜告解の羊〜」                                                                                                   | 『VAZZROCK』関連曲                                                     |
| 2020年11月20日 | VAZZROCK ユニットソング4 ROCK DOWN vol.2 -The adventure begins here.-                            | ROCK DOWN | 「月影小唄」 「Go Dash」 「JEWEL PRINCESS」                                                                                  | 『VAZZROCK』関連曲                                                     |
| 2020年11月25日 | ZERO LIMIT/Thawing                                                                               | 冬組 | 「Thawing」 | テレビアニメ『A3!』エンディングテーマ                                  |
| 2021年1月13日  | BEYOND THE SHiNE                                                                                 | TRIGGER | 「Last Dimension (Symphonic Edition)」                                                                                       | テレビアニメ『アイドリッシュセブン Second BEAT!』挿入歌                |
| 2021年1月13日  | BEYOND THE SHiNE                                                                                 | TRIGGER、IDOLiSH7 | 「激情」 | テレビアニメ『アイドリッシュセブン Second BEAT!』挿入歌                |
| 2021年1月20日  | 刺激サーファーボーイ！/One more chance, One Ocean                                                | 波乗りボーイズ | 「刺激サーファーボーイ！」                                                                                                   | テレビアニメ『WAVE!!〜サーフィンやっぺ!!〜』オープニングテーマ         |
| 2021年1月20日  | 刺激サーファーボーイ！/One more chance, One Ocean                                                | 波乗りボーイズ | 「One more chance, One Ocean」                                                                                               | テレビアニメ『WAVE!!〜サーフィンやっぺ!!〜』エンディングテーマ         |
| 2021年1月29日  | VAZZROCK COLORシリーズ [-GREEN-] Get the green light                                             | ROCK DOWN | 「World Tree」 | 『VAZZROCK』関連曲                                                     |
| 2021年1月29日  | VAZZROCK COLORシリーズ [-GREEN-] Get the green light                                             | 天羽玲司（佐藤拓也）、立花歩（坂泰斗）、大黒岳（増元拓也） | 「Happy Time!」 | 『VAZZROCK』関連曲                                                     |
| 2021年2月24日  | 波の向こう                                                                                       | mmm | 「波の向こう」 | 劇場アニメ『WAVE!!〜サーフィンやっぺ!!〜』エンディングテーマ           |
| 2021年2月24日  | 波の向こう                                                                                       | mmm | 「One more chance, One Ocean」                                                                                               | テレビアニメ『WAVE!!〜サーフィンやっぺ!!〜』エンディングテーマ         |
| 2021年2月24日  | 波の向こう                                                                                       | mmm | 「SURFDAYS」 | 劇場アニメ『WAVE!!〜サーフィンやっぺ!!〜』関連曲                       |
| 2021年3月10日  | ヴォーカル集 アンジェリーク ルミナライズ Sparkle!                                                | シュリ（佐藤拓也） | 「RECOLLECTION」 | ゲーム『アンジェリーク ルミナライズ』関連曲                            |
| 2021年5月21日  | アオペラ -aoppella!?-                                                                            | FYA'M' | 「Think About U」 | 『アオペラ -aoppella!?-』関連曲                                        |
| 2021年5月28日  | VAZZROCK LIVE 2020 特典CD                                                                        | VAZZY、ROCK DOWN | 「Dear Dreamer,」 | 『VAZZROCK』関連曲                                                     |
| 2021年5月28日  | VAZZROCK LIVE 2020 Amazon特典CD                                                                  | ROCK DOWN | 「Dear Dreamer,」 | 『VAZZROCK』関連曲                                                     |
| 2021年6月23日  | VARIANT                                                                                          | TRIGGER | 「VARIANT」 「バラツユ」 | ゲーム『アイドリッシュセブン』関連曲                                   |
| 2021年6月23日  | A3! ETERNAL GOD EP                                                                               | カイン［飛鳥晴翔（市来光弘）］、ギルバート［高遠丞（佐藤拓也）］ | 「雪炎」 | ゲーム『A3!』関連曲                                                    |
| 2021年7月14日  | PLACES                                                                                           | TRIGGER | 「PLACES」 | テレビアニメ『アイドリッシュセブン Third BEAT!』エンディングテーマ     |
| 2021年7月14日  | PLACES                                                                                           | TRIGGER | 「Smile Again」 | テレビアニメ『アイドリッシュセブン Third BEAT!』関連曲                 |
| 2021年9月24日  | アオペラ -aoppella!?-2                                                                           | FYA'M' | 「Come on up, Baby」 | 『アオペラ -aoppella!?-』関連曲                                        |
| 2021年10月29日 | VAZZROCK bi-colorシリーズ3rdシーズン8 大山直助-citrine×emerald- 猫を洗う                         | 大山直助（笹翼）、天羽玲司（佐藤拓也） | 「Changing!Changing!Now!」                                                                                                   | 『VAZZROCK』関連曲                                                     |
| 2021年11月26日 | VAZZROCK ユニットソング6 ROCK DOWN vol.3 -Former Hero:Active Hero-                               | ROCK DOWN | 「étrangère -砂海の魔術師-」 「Diamond Stars」 「Smile For You」                                                             | 『VAZZROCK』関連曲                                                     |
| 2022年1月26日  | 魔王イブロギアに身を捧げよ オンエア版 DVD AnimeFestaオリジナル公式Shop特典                       | イブロギア（堀江瞬）、牛頭利晃（佐藤拓也） | 「Change the world」 | テレビアニメ『魔王イブロギアに身を捧げよ』主題歌                       |
| 2022年2月2日   | 機界戦隊ゼンカイジャー キャラクターソングアルバム                                                | ゼンカイブルーン / ブルーン（佐藤拓也） | 「我想う故に夢あり」 | テレビドラマ『機界戦隊ゼンカイジャー』関連曲                           |
| 2022年2月10日  | アオペラ -aoppella!?-3                                                                           | FYA'M' | 「Let it snow, Let it snow, Let it snow」                                                                                    | 『アオペラ -aoppella!?-』関連曲                                        |
| 2022年2月25日  | VAZZROCK bi-colorシリーズ3rdシーズン12 天羽玲司-emerald×amethyst- BELLO                          | 天羽玲司（佐藤拓也） | 「Turn Around Again」 | 『VAZZROCK』関連曲                                                     |
| 2022年2月25日  | VAZZROCK bi-colorシリーズ3rdシーズン12 天羽玲司-emerald×amethyst- BELLO                          | 天羽玲司（佐藤拓也）、眞宮孝明（新垣樽助） | 「Unlimited」 | 『VAZZROCK』関連曲                                                     |
| 2022年6月15日  | アオペラ -aoppella!?- 1st ALBUM -A-                                                              | リルハピ、FYA'M' | 「アオペラの「ア」-introduction song-」                                                                                      | 『アオペラ -aoppella!?-』関連曲                                        |
| 2022年6月15日  | アオペラ -aoppella!?- 1st ALBUM -A-                                                              | FYA'M' | 「Follow Me」 | 『アオペラ -aoppella!?-』関連曲                                        |
| 2022年6月22日  | 「このヒーラー、めんどくさい」めんどくさくない！？音楽アルバム                                   | カーラ（大西亜玖璃） with アルヴィン（佐藤拓也）、キノコ（泊明日菜） | 「HERO in HEALER」 | テレビアニメ『このヒーラー、めんどくさい』エンディングテーマ           |
| 2022年8月17日  | HAPPINESS for ALL                                                                                | Cgrass | 「HAPPINESS for ALL」 | テレビアニメ『神クズ☆アイドル』挿入歌                                  |
| 2022年8月17日  | HAPPINESS for ALL                                                                                | Cgrass | 「INNOCENT STORY」 | テレビアニメ『神クズ☆アイドル』関連曲                                  |
| 2022年9月16日  | アオペラ -aoppella!?-4                                                                           | FYA'M' | 「Voice, Heart, Body & Soul」                                                                                                | 『アオペラ -aoppella!?-』関連曲                                        |
| 2022年10月7日  | VAZZROCK THE ANIMATION OP「Asterism⁂」                                                           | ROCK DOWN | 「Asterism⁂」 | テレビアニメ『VAZZROCK THE ANIMATION』主題歌                           |
| 2022年11月25日 | VAZZROCK THE ANIMATION エンディングテーマCD vol.4                                                | 天羽玲司（佐藤拓也） | 「Illusion×Kiss」 | テレビアニメ『VAZZROCK THE ANIMATION』エンディングテーマ               |
| 2022年12月30日 | 月花神楽                                                                                         | ROCK DOWN | 「月花神楽 -牡丹-」 | 『VAZZROCK』関連曲                                                     |
| 2023年3月31日  | VAZZROCK bi-colorシリーズ4thシーズン4 天羽玲司×立花歩-emerald×aquamarine- One's duty             | 天羽玲司（佐藤拓也） | 「MYSELF」 | 『VAZZROCK』関連曲                                                     |
| 2023年3月31日  | VAZZROCK bi-colorシリーズ4thシーズン4 天羽玲司×立花歩-emerald×aquamarine- One's duty             | 天羽玲司（佐藤拓也）、立花歩（坂泰斗） | 「Go Crazy」 「恋文ディスタンス」                                                                                            | 『VAZZROCK』関連曲                                                     |
| 2023年4月21日  | アオペラ -aoppella!?-5                                                                           | FYA'M' | 「カラフル」 | 『アオペラ -aoppella!?-』関連曲                                        |
| 2023年7月28日  | VAZZROCK THE ANIMATION 第7巻 特典CD                                                              | VAZZY、ROCK DOWN | 「I can’t stop dancing!」 | テレビアニメ『VAZZROCK THE ANIMATION』エンディングテーマ               |
| 2023年9月27日  | アオペラ -aoppella!?-5.5                                                                         | リルハピ、FYA'M'、VadLip | 「5+6+6=Voice to Voice」 | 『アオペラ -aoppella!?-』関連曲                                        |
| 2023年9月27日  | アオペラ -aoppella!?-5.5                                                                         | FYA'M' | 「5+6+6=Voice to Voice -Do The FYA'M'-」                                                                                     | 『アオペラ -aoppella!?-』関連曲                                        |
| 2024年1月24日  | The Six Dragons' Mini Album 〜GRANBLUE FANTASY〜                                                 | ワムデュス（長縄まりあ）、イーウィヤ（引坂理絵）、ル・オー（佐藤拓也） | 「Live The Distorted world」 「Absolute Deity」                                                                              | ゲーム『グランブルーファンタジー』関連曲                               |
| 2024年2月23日  | VAZZROCK ユニットソング8 ROCK DOWN vol.4 -There are many ways to go.-                            | ROCK DOWN | 「REVOLUTION」 「覚醒Meteor Striker」 「Everything to me」                                                                   | 『VAZZROCK』関連曲                                                     |
| 2024年8月14日  | アニメ『刀剣乱舞 廻』キャラクターソングアルバム                                                  | 三日月宗近（鳥海浩輔）、山姥切国広（前野智昭）、宗三左文字（泰勇気）、不動行光（阪口大助）、へし切長谷部（新垣樽助）、薬研藤四郎（山下誠一郎）、江雪左文字（佐藤拓也）、小夜左文字（村瀬歩）、一期一振（田丸篤志）、鯰尾藤四郎（斉藤壮馬）、燭台切光忠（佐藤拓也）、鶴丸国永（斉藤壮馬） | 「DAYBREAK」 | テレビアニメ『刀剣乱舞 廻 -虚伝 燃ゆる本能寺-』エンディングテーマ      |
| 2024年8月14日  | アニメ『刀剣乱舞 廻』キャラクターソングアルバム                                                  | 燭台切光忠（佐藤拓也） | 「DAYBREAK」 | テレビアニメ『刀剣乱舞 廻 -虚伝 燃ゆる本能寺-』関連曲                  |
| 2024年8月14日  | アニメ『刀剣乱舞 廻』キャラクターソングアルバム                                                  | 江雪左文字（佐藤拓也） | 「DAYBREAK〜憂愁 arr.〜」 | テレビアニメ『刀剣乱舞 廻 -虚伝 燃ゆる本能寺-』関連曲                  |
| 2024年8月14日  | アニメ『刀剣乱舞 廻』キャラクターソングアルバム                                                  | へし切長谷部（新垣樽助）、山姥切国広（前野智昭）、鶴丸国永（斉藤壮馬）、燭台切光忠（佐藤拓也）、同田貫正国（櫻井トオル）、大倶利伽羅（古川慎） | 「望郷」 | テレビアニメ『刀剣乱舞 廻 -虚伝 燃ゆる本能寺-』関連曲                  |
| 2025年10月22日 | クラシック★スターズ character song album                                                         | Dis=Cord | 「NO FATE」 「レジスタンスの音域」                                                                                           | テレビアニメ『クラシック★スターズ』挿入歌                              |
| 2025年10月22日 | クラシック★スターズ character song album                                                         | Dis=Cord | 「魂のために Dis=Cord Ver.」                                                                                                 | テレビアニメ『クラシック★スターズ』関連曲                              |

### その他参加作品
| 発売日         | 商品名                                                         | 歌 | 楽曲                       | 備考                                                        |
| -------------- | -------------------------------------------------------------- | --- | -------------------------- | ----------------------------------------------------------- |
| 2018年8月22日  | Scat Babys Show!!                                              | 羽多野渉、佐藤拓也                                                                                                 | 「Scat Babys Show!!」      | ラジオ『羽多野渉・佐藤拓也のScat Babys Show!!』テーマソング |
| 2018年9月19日  | Disney 声の王子様 Voice Stars Dream Selection                  | 佐藤拓也 | 「美女と野獣」             |                                                             |
| 2018年9月19日  | Disney 声の王子様 Voice Stars Dream Selection                  | 石川界人、上村祐翔、江口拓也、小野賢章、佐藤拓也、武内駿輔、畠中祐、羽多野渉、花江夏樹、日野聡、前野智昭、山下大輝 | 「ミッキーマウス・マーチ」 |                                                             |
| 2018年9月19日  | Disney 声の王子様 Voice Stars Dream Selection アニメイト特典CD | 佐藤拓也 | 「ミッキーマウス・マーチ」 |                                                             |
| 2019年11月22日 | Disney 声の王子様 Voice Stars Dream Live 2019 特典CD           | 佐藤拓也、武内駿輔、日野聡、前野智昭                                                                               | 「ゼロ・トゥ・ヒーロー」   |                                                             |
| 2019年11月22日 | Disney 声の王子様 Voice Stars Dream Live 2019 特典CD           | 石川界人、上村祐翔、江口拓也、小野賢章、佐藤拓也、武内駿輔、畠中祐、羽多野渉、花江夏樹、日野聡、前野智昭、山下大輝 | 「星に願いを」             |                                                             |
| 2019年11月22日 | Disney 声の王子様 Voice Stars Dream Live 2019 アニメイト特典CD | 佐藤拓也 | 「星に願いを」             |                                                             |

### シリーズ一覧
1. ↑  第1期（2007年 - 2008年）、第2期『どきっ！』（2008年 - 2009年）
2. ↑  【2011年版『カードファイト!! ヴァンガード』シリーズ】

第1期（2011年 - 2012年）、第2期『アジアサーキット編』（2012年 - 2013年）、第3期『リンクジョーカー編』（2013年 - 2014年）、第4期『レギオンメイト編』（2014年）

【『カードファイト!! ヴァンガードG』シリーズ】

第2期『ギアースクライシス編』（2015年 - 2016年）、第3期『ストライドゲート編』（2016年）、第4期『NEXT』（2017年）、第5期『Z』（2017年 - 2018年）

【2018年版『カードファイト!! ヴァンガード』シリーズ】

中・高校生編（2018年 - 2019年）、続・高校生編（2019年）、新右衛門編（2019年 - 2020年）、『外伝 イフ-if-』（2020年）
3. ↑  第1期（2011年 - 2012年）、第2期（2013年）
4. ↑  第1期（2013年）、第2期（2015年 - 2016年）
5. ↑  『ガンダムビルドファイターズ』（2013年 - 2014年）、続編『ガンダムビルドファイターズトライ』（2014年 - 2015年）
6. ↑  第1期（2014年）、第2期『SC』（2015年）
7. ↑  第1期（2014年）、第2期『セカンドシーズン』（2015年 - 2016年）、第4期『TO THE TOP』第1クール（2020年）
8. ↑  第1期（2016年）、第2期『続 刀剣乱舞-花丸-』（2018年）
9. ↑  第1期（2018年）、第2期『Second BEAT!』（2020年）、第3期『Third BEAT!』第1クール（2021年）、第3期『Third BEAT!』第2クール（2022年 - 2023年）
10. ↑  第2期『II』（2018年）、第3期『III』（2018年）
11. ↑  シーズン1（2018年 - 2019年）、シーズン2『ジュニアユース編』（2023年 - 2024年）
12. ↑  第1期（2018年）、第2期『クライシス』（2019年）
13. ↑  第1シリーズ（2019年 - 2020年）、第2シリーズ（2021年）、第3シリーズ（2022年 - 2023年）
14. ↑  『SEASON SPRING & SUMMER』（2020年）、『SEASON AUTUMN & WINTER』（2020年）
15. ↑  第1クール（2020年）、第2クール（2021年）
16. ↑  第1期（2024年）、第2期『Act.2』（2025年）
17. ↑  第1部『I 行け！コア・ファイター』（2019年）、第2部『II ベルリ 撃進』（2020年）、第3部『III 宇宙からの遺産』（2021年）、第4部『IV 激闘に叫ぶ愛』（2022年）、第5部『V 死線を超えて』（2022年）
18. ↑  『流星のオブリガート』（2021年）、『AXIA』（2023年）
19. ↑  第1シリーズ（2019年）、第2シリーズ（2020年）
20. ↑  第1作（2020年）、「ミニアニメ特別編」（2021年）、第3作「ミニアニメ3rd.」（2022年）、第5作「ミニアニメ5th」（2023年）、第6作「ミニアニメ6th」（2023年）
21. ↑  『GENESIS』（2016年）、『CROSSRAYS』（2020年）
22. ↑  『フォース』（2016年）、『マキシブースト ON』（2016年 - 2020年）
23. ↑  『エクストリームバーサス2』（2018年）、『クロスブースト』（2021年）、『オーバーブースト』（2023年）、『インフィニットブースト』（2025年）
24. ↑  映画『赤い戦い！オール戦隊大集会!!』（2021年）[254]、テレビシリーズ（2021年 - 2022年）[253]、Webドラマ『ゼンカイレッド大紹介！』（2021年）、オリジナルビデオ『ゼンカイジャーVSキラメイジャーVSセンパイジャー』（2022年）[255]、オリジナルビデオ『ドンブラザーズVSゼンカイジャー』（2023年）[256]

### 初出話一覧
1. 1 2 3 4 5 6 7 8  第1話初出
2. 1 2  第6話初出
3. ↑  第12話初出
4. ↑  第14話初出
5. ↑  第2話初出
6. ↑  第13話初出
7. 1 2  第1159話初出
8. ↑  第1137話初出
9. ↑  第30話初出
10. 1 2  第8話初出
11. ↑  第3話初出
12. ↑  第7話初出
13. ↑  第11話初出

### ユニットメンバー
1. 1 2 3 4 5 6 7 8 9  九条天（斉藤壮馬）、八乙女楽（羽多野渉）、十龍之介（佐藤拓也）
2. 1 2 3 4  佐藤光（上村祐翔）、羽白沙螺（代永翼）、長谷川創多（梅原裕一郎）、譜久山奏斗（石井マーク）、広沢悠真（佐藤拓也）
3. 1 2  月岡紬（田丸篤志）、高遠丞（佐藤拓也）、御影密（寺島惇太）、有栖川誉（豊永利行）、雪白東（柿原徹也）
4. ↑  大和守安定（市来光弘）、加州清光（増田俊樹）、へし切長谷部（新垣樽助）、今剣（山下大輝）、前田藤四郎（入江玲於奈）、にっかり青江（間島淳司）、蜂須賀虎徹（興津和幸）、陸奥守吉行（濱健人）、鯰尾藤四郎（斉藤壮馬）、歌仙兼定（石川界人）、宗三左文字（泰勇気）、薬研藤四郎（山下誠一郎）、燭台切光忠（佐藤拓也）、五虎退（粕谷雄太）、山姥切国広（前野智昭）、獅子王（逢坂良太）、石切丸（高橋英則）、秋田藤四郎（山谷祥生）、乱藤四郎（山本和臣）、鳴狐（浅沼晋太郎）、愛染国俊（山下誠一郎）、同田貫正国（櫻井トオル）、鶴丸国永（斉藤壮馬）、平野藤四郎（浅利遼太）、骨喰藤四郎（鈴木裕斗）、厚藤四郎（山下大輝）、小夜左文字（村瀬歩）、鶯丸（柿原徹也）、堀川国広（榎木淳弥）、和泉守兼定（木村良平）、太郎太刀（泰勇気）、二郎太刀（宮下栄治）、大倶利伽羅（古川慎）、三日月宗近（鳥海浩輔）、博多藤四郎（大須賀純）、山伏国広（櫻井トオル）、御手杵（浜田賢二）、江雪左文字（佐藤拓也）、浦島虎徹（福島潤）、一期一振（田丸篤志）、蜻蛉切（櫻井トオル）、日本号（津田健次郎）、小狐丸（近藤隆）、岩融（宮下栄治）、蛍丸（井口祐一）、明石国行（浅利遼太）、長曽祢虎徹（新垣樽助）
5. ↑  ルシファー（松岡禎丞）、レヴィアタン（諏訪部順一）、サタン（畠中祐）、ベルフェゴール（浪川大輔）、マモン（佐藤拓也）、ベルゼバブ（平川大輔）、アスモデウス（廣瀬大介）
6. ↑  千（立花慎之介）、百（保志総一朗）
7. 1 2  七瀬陸（小野賢章）、和泉一織（増田俊樹）、二階堂大和（白井悠介）、和泉三月（代永翼）、四葉環（KENN）、逢坂壮五（阿部敦）、六弥ナギ（江口拓也）
8. ↑  遠野高志（小林裕介）、加島優（濱野大輝）、矢口恭介（村瀬歩）、ジミー（熊谷健太郎）、百合絢斗（佐藤拓也）、田村唯（小野友樹）、明美圭一（代永翼）、糸目幸士郎（山中真尋）、鹿谷樹（中澤まさとも）
9. 1 2 3 4 5 6 7 8 9 10  小野田翔（菊池幸利）、久慈川悠人（長谷川芳明）、天羽玲司（佐藤拓也）、立花歩（坂泰斗）、大黒岳（増元拓也）、名積ルカ（河本啓佑）
10. 1 2  月岡紬（田丸篤志）、高遠丞（佐藤拓也）、御影密（寺島惇太）、有栖川誉（豊永利行）、雪白東（柿原徹也）、ガイ（日野聡）
11. ↑  光城新多（榎木淳弥）、輝崎千紘（佐藤拓也）、雅野椿（永塚拓馬）、青柳帝（石谷春貴）、雛瀬碧鳥（古川慎）、橋倉杏（代永翼）
12. ↑  京条竜（田丸篤志）、相良辰生（佐藤拓也）
13. 1 2  厳名コウスケ（佐藤拓也）、松風ユータ（白井悠介）、木戸ナオヤ（土岐隼一）
14. 1 2 3  陽岡マサキ（前野智昭）、秋月ショウ（小笠原仁）、田中ナル（中島ヨシキ）、厳名コウスケ（佐藤拓也）、松風ユータ（白井悠介）、木戸ナオヤ（土岐隼一）、フケ倫道（岡本信彦）、森ウィリアム聡一郎（森久保祥太郎）
15. ↑  鳳アキラ（豊永利行）、ウィル・スプラウト（近藤隆）、ブラッド・ビームス（羽多野渉）、オスカー・ベイル（佐藤拓也）
16. 1 2 3 4 5 6 7 8 9  是沢舞斗（小野友樹）、綾瀬光緒（豊永利行）、紫垣明（浦田わたる）、宗円寺朝晴（佐藤拓也）、猫屋敷由比（濱野大輝）、深海ふかみ（仲村宗悟）
17. 1 2  眞宮孝明（新垣樽助）、吉良凰香（小林裕介）、築一紗（山中真尋）、築二葉（白井悠介）、大山直助（笹翼）、白瀬優馬（堀江瞬）
18. 1 2  鈴宮壱（木村良平）、丹波燐（逢坂良太）、雁屋園道貴（KENN）、四方ルカ（柿原徹也）、宗円寺雨夜（前野智昭）
19. ↑  瀬戸内ヒカル（寺島拓篤）、岬チヒロ（佐藤拓也）、内濱アキラ（小林竜之）、灘ユキナリ（石谷春貴）、伯方ホマレ（阿座上洋平）
20. ↑  春宮永臣（内田雄馬）、柊迫侃（小野賢章）、大里帆波（花江夏樹）、反郷粋（八代拓）、雛乃秀（増元拓也）、伊佐良和（武内駿輔）
21. ↑  ロスト・ベートーヴェン（八代拓）、ロスト・ヴィヴァルディ（佐藤拓也）、ロスト・シューマン（村瀬歩）